# Сталінські репресії в Азербайджані

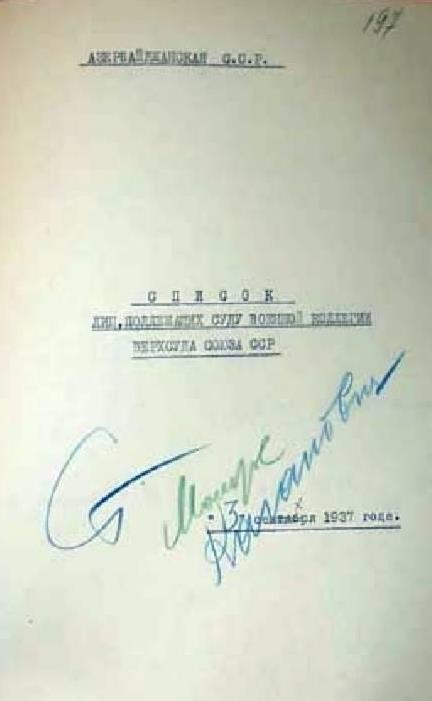
«Розстрільні списки» по Азербайджанській РСР (Список осіб, що підлягають судові Військової колегії Верховного Суду Союзу РСР). Підписи Сталіна, Кагановича і Молотова. Вересень 1937 року

Сталінські репресії (азерб. Azərbaycanda Stalin repressiyaları), що проходили від кінця 1920-х до початку 1950-х років у Азербайджанській Радянській Соціалістичній Республіці, торкнулися всього населення Азербайджану, включно з партійними і державними працівниками, духовенством, інтелігенцією і заможними селянами. Репресії полягали в переслідуванні людей за підозрою в контрреволюційній діяльності, шпигунстві, антирадянській агітації, а також переслідуванні куркулів, що перешкоджали націоналізації майна, депортації населення в інші регіони СРСР.
Репресії, пік яких припав на 1937—1938 роки (Великий терор (або єжовщина)), проводилися за участі органів НКВС у відповідності з інструкціями вищестоячих органів. Вони припали на епоху М. Д. Багірова, який очолював Азербайджан протягом двадцяти років. Його ім'я в радянській літературі зазвичай асоціювався з темою масових репресій 1930-х років і він, як правило, змальовувався в таких роботах як провідний ініціатор репресій 1937—1938 років у республіці. Ясного визначення ступеня відповідальності М. Д. Багірова за те, що трапилося література епохи перебудови і після неї так і не дала. Шведський політолог Сванте Корнелл називав його «азербайджанським Сталіним», а радянсько-російський філософ і історик Дмитро Фурман — «азербайджанським Берією».

## Вступ
Коріння репресій сходять до періоду, що передував приходу Й. В. Сталіна до одноосібної влади. Звинувачення у троцькізмі, націоналізмі, шкідництві, шпигунстві тощо випливали зі складної партійної, політичної та соціально-економічної атмосфери першої половини XX століття. Офіційною ідеологічною основою сталінських репресій стала концепція «посилення класової боротьби у міру завершення будівництва соціалізму», сформульована Й. В. Сталіним на пленумі ЦК ВКП(б) у липні 1928 року.
Однак про причини Великого терору висловлені різні точки зору. Наприклад, ветеран партії З. Н. Нємцова, яка пройшла через сталінські табори, в інтерв'ю журналу «Огонёк» за 1988 рік переконувала в тому, що репресії 1937—1938 років організували білогвардійці і жандарми, що пробралися в органи НКВС у Москві та Ленінграді.

## Передісторія

### Прихід до влади Й.В.Сталіна

#### РКП(б) до моменту роботи Сталіна в секретаріаті
Починаючи від своєї появи, більшовицьке крило російської соціал-демократії було практично безперервно занурене у внутрішню фракційну боротьбу. Разом з тим, однією з основних конкурентних переваг більшовиків у гострій боротьбі періоду революції та громадянської війни була внутрішня згуртованість, жорстка централізована організація на чолі з харизматичним лідером, яким був Ленін. Якщо партія есерів вже до кінця 1917 року розвалилася на частини і виділена з неї самостійна партія лівих есерів згодом розкололася, а меншовицька партія аж до революції фактично розпалася на ворогуючі фракції, то більшовикам, незважаючи на всі свої розбіжності, вдавалося зберігати єдність.

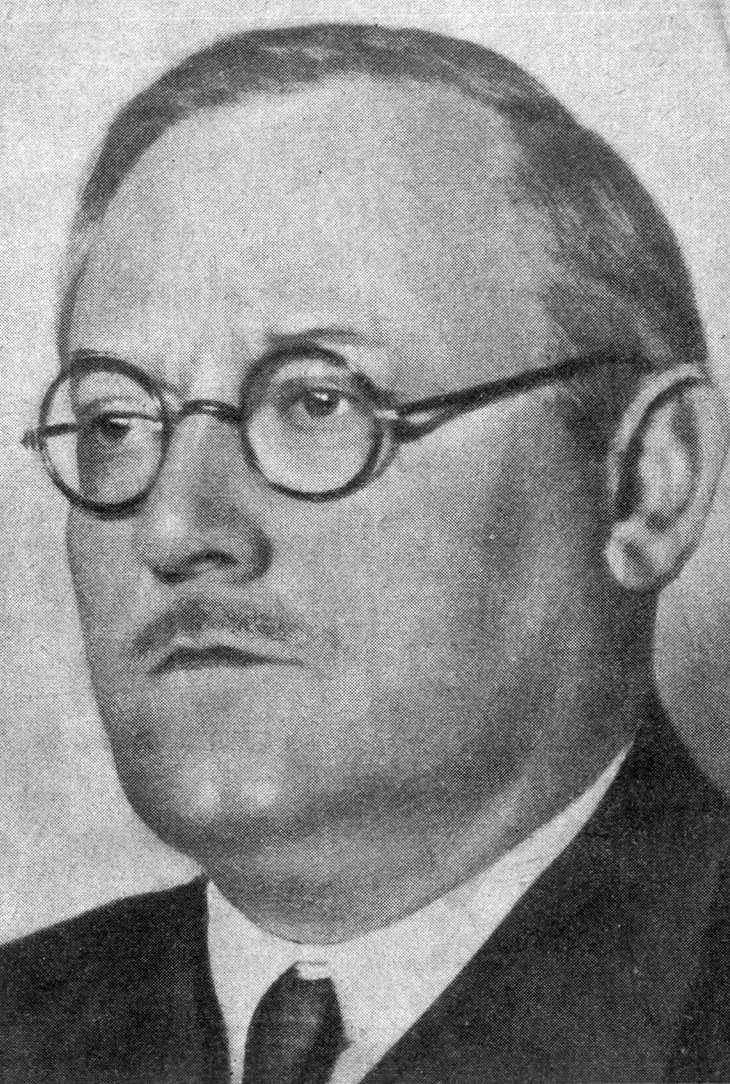
Один з організаторів масових репресій, прокурор СРСР А. Я. Вишинський.

До кінця громадянської війни ситуація різко змінилася. Партія стала фактично єдиною легальною політичною організацією на території РСФРР, ЗСФРР, Української і Білоруської РСР, які 1922 року об'єдналися в Союз Радянських Соціалістичних Республік (СРСР). При цьому змінився і склад більшовицької партії. В ході громадянської війни вона втратила цвіт бойових сил, та й відразу після соціалістичного перевороту її класовий склад почав змінюватися. Якщо до початку 1917 року партія на 60,2 % складалася з робітників, 25,8 % — службовців, 7,6 % — селян, 6,4 % — інших, то до початку 1922 року частка робітників впала до 37,3 %, службовців — до 23,1 %, а селян зросла до 32,1 %, інших — 7,5 %. Вона стала поповнюватися вихідцями з інших класів, а також членами колишніх партій. В березні 1922 року Ленін констатував наплив у партію дрібнобуржуазних елементів під виглядом робітників, що створювало небезпеку їх переваги. Організатор масових репресій, прокурор СРСР А. Я. Вишинський до 1920 року був меншовиком, який притому підписав ордер на арешт Леніна 1917 року (Вишинський «теоретично» виправдовував репресії проти «ворогів народу», йому належить теза, згідно з якою на обвинувачуваному лежить тягар доведення виправдальних обставин). Ще один колишній меншовик Д. І. Заславський, який був одним з головних співробітників ненависного Леніну видання — меншовицької газети «День», за Сталіна став одним із чільних співробітників газети «Правда». Начальником Генштабу Червоної армії за Сталіна був колишній правий есер, маршал О. І. Єгоров. Оголошений після смерті Леніна так званий Ленінський призов призвів до масового збільшення числа членів партії, що не розділяли більшовицьких переконань, але розраховували зробити кар'єру. І попри це 1929 року комуністи становили незначну частку працівників навіть народних комісаріатів (наркоматів) і найважливіших відомств: у наркомземі домінували колишні есери, а у Вищій раді народного господарства — колишні меншовики.
До 1922 року партійна система виглядала так. У період між з'їздами партії, вищим партійним органом був Центральний комітет РКП(б) — ЦК РКП(б). Найвпливовіші члени ЦК входили до складу Політичного бюро ЦК — Політбюро ЦК РКП(б), яке виконувало роль керівного органу між пленумами ЦК. Крім них, рішеннями кадрових та організаційних питань займалося Організаційне бюро ЦК — Оргбюро ЦК РКП(б), але був ще Секретаріат ЦК як організаційно-технічний апарат.

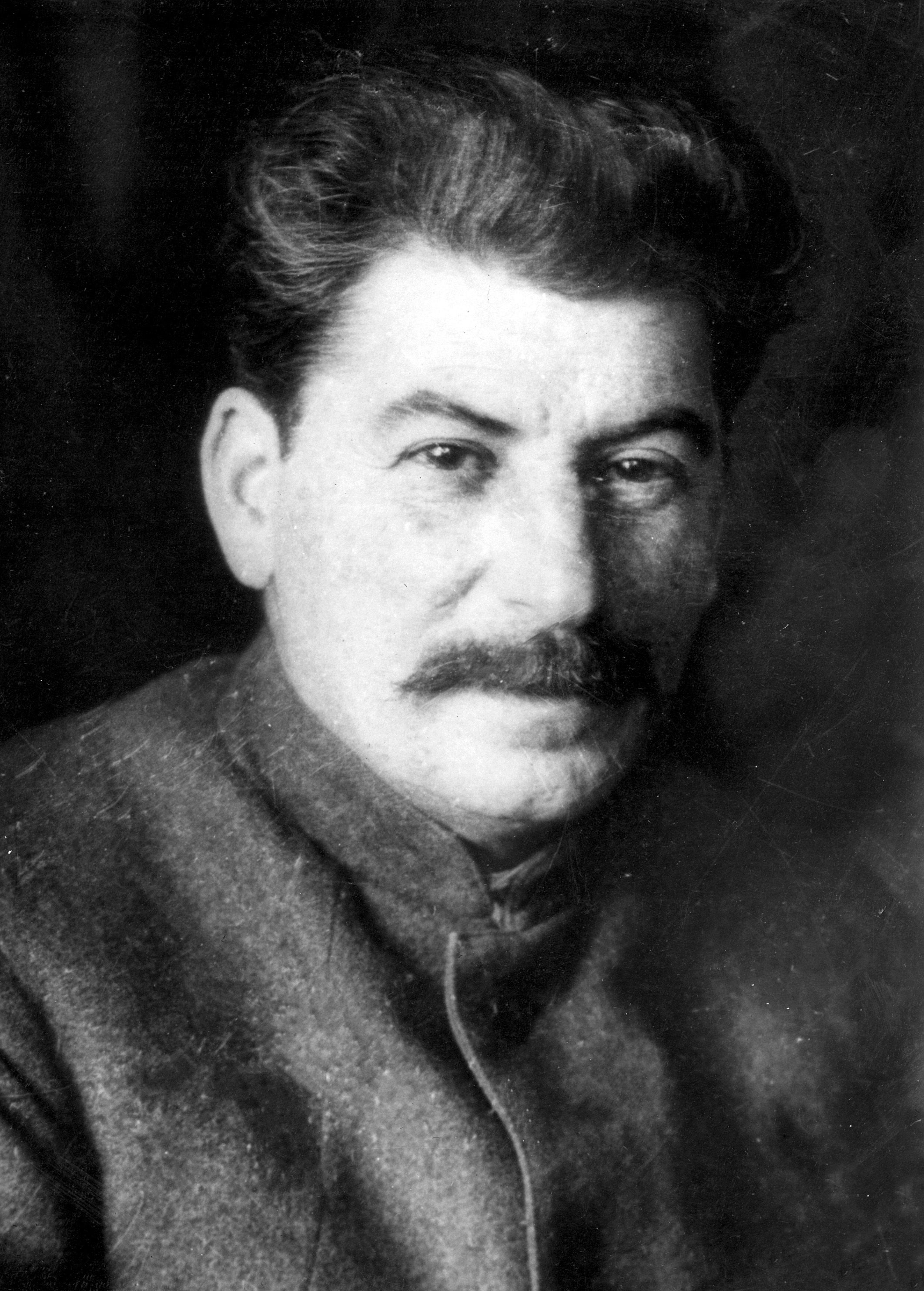
Й. В. Сталін до 1929 року.

Сам Ленін не займав у партії ніяких постів, крім членства в Політбюро, на засіданнях якого він головував (у разі відсутності, його заміняв, як правило, Л. Б. Каменєв). Він критично ставився до діяльності відповідального секретаря (керівника) Секретаріату В. М. Молотова, якому на початку 1922 року писав: «Влада у ЦеКа величезна. Можливості — гігантські… І ця гігантська комуністична справа вщент загиджена тупим бюрократизмом». Необхідне було організаційне зміцнення керівництва партії і незабаром заснували посаду генерального секретаря ЦК (генсека), яку зайняв Й. В. Сталін. Проєкт постанови Пленуму ЦК РКП(б) «Про організацію роботи Секретаріату» підписав сам Ленін, що свідчило про його підтримку кандидатури Сталіна, але, за словами радянського історика Ю. С. Борисова, Ленін «виходив з обґрунтованих ним поглядів на поєднання партійної та державної діяльності двох типів керівників: широко мислячого політика, здатного налагодити колективну роботу, і як його помічника — твердого адміністратора. Та ж ідея була в основі зміцнення Секретаріату ЦК… Рішення ж великих політичних і організаційних проблем покладалося на Політбюро і Оргбюро ЦК».

#### Сталін у секретаріаті. Внутрішньопартійна боротьба у ВКП(б)
З приходом Сталіна в апарат ЦК генеральним секретарем ЦК, вплив центрального партійного апарату розширюється. Відбуваються зміни в партійному житті та системі. Починаючи з 1925 року статутні терміни скликання з'їздів та конференцій партії стали порушуватися, а бюрократичні тенденції в роботі партійного і державного апарату посилюватися. ЦК починає грати роль «внутрішньопартійного парламенту», до Секретаріату переходить роль виконавчого органу, а діяльність Оргбюро злилася з Секретаріатом. Політбюро зазвичай збиралося раз на тиждень по четвергах, але, як писав один комуніст, «протягом решти шести днів Сталін контролював партію через свій апарат». До кінця 1920-х років Сталін зосередив у своїх руках таку значну особисту владу, що посада генсека стала асоціюватися з вищою посадою в партійному керівництві, хоча Статут ВКП(б) не передбачав її існування. Закладену Сталіним систему розгромлені опозиціонери стануть іменувати «диктатурою секретаріату» (Бухарін назве це «секретарським режимом»). Відбувається зрощення партійного і державного апарату.
Після третього інсульту, В. І. Ленін остаточно відійшов від політичної діяльності. На перше місце вийшло питання про те, хто стане його наступником. На цьому тлі у верхах Комуністичної партії (більшовики перейменували партію 1918 року) почалася запекла боротьба. В роки революції і громадянської війни другою особою в державі фактично став Л. Троцький. Він був великим теоретиком, його погляди лягли в основу троцькізму — іншого різновиду марксизму (офіційною ж ідеологією в СРСР була ленінська версія марксизму), з ним було пов'язано створення Червоної Армії. Однак, особистість і методи Троцького викликали відторгнення в лавах «старих більшовиків». Результатом цього стала поява неформальної «трійки» Г. О. Зінов'єв — Л. Б. Каменєв — Сталін, яка зібрала тверду більшість у Політбюро і ЦК. Більшість XIII партконференції звинуватила Троцького в порушенні резолюції X з'їзду «Про єдність партії», і «соціал-демократичний ухил». XIII з'їзд РКП(б) у травні 1924 року став для Троцького ще серйознішою поразкою. Практично одностайно делегати оголосили «троцькізм» — «ворожим ленінізму дрібнобуржуазним вченням».
Після того, як у січні 1925 року Л. Троцького зняли з ключових постів наркомвійськмора і голреввійськради, керівна «трійка» Зінов'єв — Каменєв — Сталін негайно розвалилася. Для противаги Сталін волів на даному етапі спертися на групу М. І. Бухаріна — О. І. Рикова — М. П. Томського. Однак 1926 року Зінов'єв і Каменєв були зняті з ключових постів глав московської та ленінградської парторганізацій. Після цього Зінов'єв і Каменєв несподівано об'єдналися з Троцьким в «Об'єднану опозицію» («троцькістсько-зінов'євський блок»), але 1927 року всіх трьох виключили з партії.
Після розгрому лівої опозиції, у зв'язку з різкою зміною політичного курсу партії щодо села, викликаного продовольчою кризою 1927 року, всередині партії формується права опозиція з М. І. Бухаріна, О. І. Рикова і М. П. Томського.

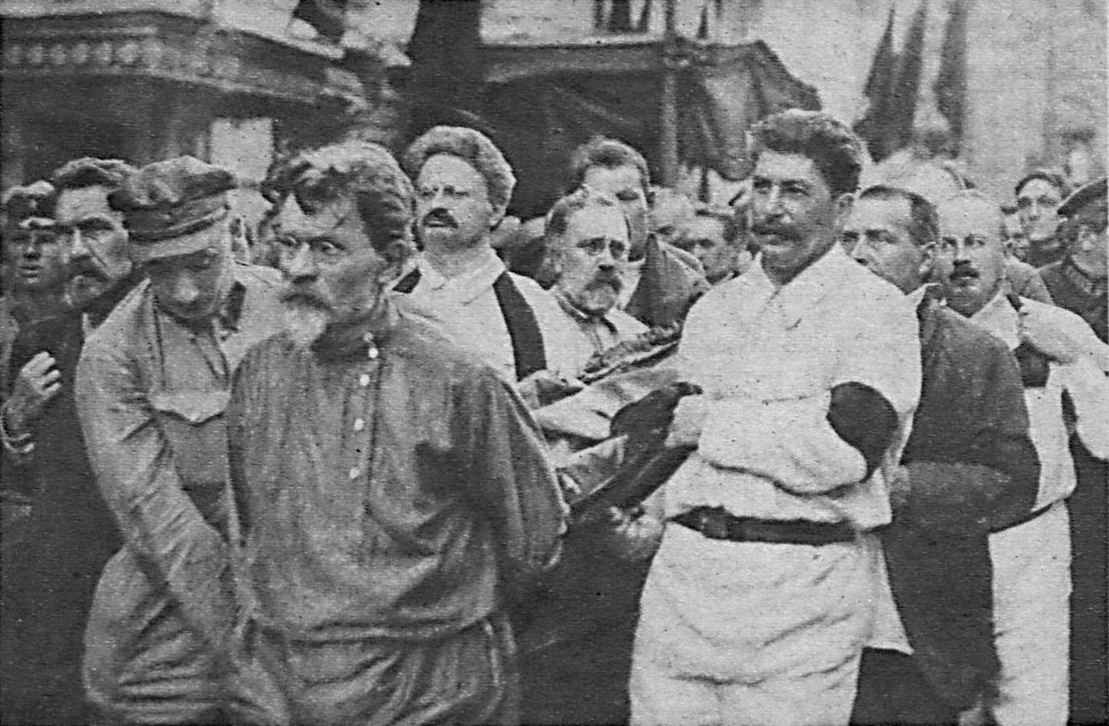
На фото М. І. Калінін, М. І. Бухарін, Л. Б. Каменєв, Л. Троцький і Й. В. Сталін, 1926 рік.

1927 року відбулися низка подій, що послужили розгортанню в країні сталінських репресій. У травні консервативний уряд Англії (приходу цього уряду до влади сприяв, зокрема, фальшивий лист Зінов'єва, складений одним російським емігрантом) розірвав дипломатичні відносини з Радянським Союзом і вже 1 червня газета «Правда» опублікувала звернення ЦК ВКП(б) «Про загрозу воєнної небезпеки», в якому говорилося, що «війна може бути нам нав'язана, незважаючи на всі наші зусилля зберегти мир. До цього найгіршого випадку потрібно готуватися всім трудящим, і насамперед Комуністичній партії».
Через кілька днів, 7 червня, у Варшаві монархіст убив радянського посла П. Л. Войкова. Оскільки невеликі залишки монархічних і взагалі білих сил продовжували перебувати в опозиції, то репресії насамперед обрушилися на них, оскільки вбивство Войкова служило підставою «для повного розгрому монархічних і білогвардійських осередків у всіх частинах СРСР». «Військова загроза» в особі Англії стала приводом для подальших дій як проти внутрішньопартійних суперників, так і опозиційних сил. Влітку того ж року ОДПУ провело арешти монархістів і різного роду білогвардійців, які охопили колишніх білих, поміщиків, «куркулів і буржуїв», «торговців», «попів і церковників», причому вони припали переважно на села зернових районів. Тоді ж Сталіну вдалося зломити опір групи Бухаріна і «протиснути» рішення про виключення зі складу ЦК «агентів об'єднаної опозиції» — Л. Д. Троцького і Г. О. Зінов'єва.
18 січня 1929 року позасудовий орган — Особлива нарада при колегії ОДПУ — постановляє вислати Троцького з СРСР. У листопаді того ж року М. І. Бухаріна вивели з Політбюро, а наступного року це спіткало О. І. Рикова і М. П. Томського і, таким чином, в керівництві партії не залишилося нікого, крім Сталіна, з тих, хто був обраний членом Політбюро ЦК за Леніна. Сталін оголосив 1929 рік «роком великого перелому». Стратегічними цілями держави було декларовано індустріалізацію, колективізацію і культурну революцію.

### Внутрішньополітичне життя Азербайджану 1920-х років

#### Походження АКП(б) та її взаємозв'язок з РКП(б)
До революції тут виникли дві мусульманські соціал-демократичні партії — «Гуммет», яка розпадеться на більшовицьке і меншовицьке крило, і організація іранських емігрантів «Адалят». Конкуренцію їм складали ліберальна партія «Мусават» і панісламістська Іттіхад. Відмінність членів «Гуммет» і «Мусават» полягала не у світогляді, а в походженні та соціальному стані. Майже всі гумметисти походили з селян, збіднілих беків, наймитів, робітників-нафтовиків або «перських іммігрантів»; багатьох об'єднувала освіта (релігійна, в російсько-татарських школах). Поповнення членів цієї організації відбувалося за рахунок знайомства, родинних зв'язків і відносин залежності.
1920 року «Гуммет», «Адалят» і Бакинський комітет РСДРП об'єдналися в Азербайджанську комуністичну партію (більшовиків) — АКП(б). З одного боку партія розглядалася як самостійна. АКП(б) мала свої Політбюро, Оргбюро і ЦК. Американський історик Фіруз Каземзаде стверджував, що «попри протести крайового комітету, в порушення партійної дисципліни азербайджанці Караєв, Султанов, Ахундов, Гусейнов та інші відокремилися і створили окрему Комуністичну партію Азербайджану». Польський історик Свентоховський, зі свого боку, відзначав, що «комуністи-азербайджанці виявили небажання розчинитися в російській партії…». Утворення Комуністичної партії Азербайджану Свентоховский розглядає як «конфлікт між російським централізмом і азербайджанським сепаратизмом».
Разом з тим, з'їзд, на якому відбулося об'єднання, постановив «оголосити Азербайджанську комуністичну партію частиною Кавказької Крайової організації і Кавказький Крайовий комітет вважати своїм керівним органом». Кавказький Крайовий комітет РКП(б) — ККК РКП(б) — створено за кілька днів до жовтневого перевороту на I з'їзді організацій РСДРП(б) Кавказу в Тифлісі, а 1919 року з'явилося Бакинське бюро ККК. Якщо Бакинське бюро запропонувало утворити Компартію Азербайджану, то більшість ККК хотіло зберегти єдину партійну організацію, але в підсумку ЦК РКП(б) висловився за утворення Компартії Азербайджану складову крайової організації РКП(б) на правах обласної організації, що працює під керівництвом ККК. 8 квітня 1920 року постановою Пленуму ЦК РКП(б) було утворено Кавказьке бюро ЦК РКП(б) — Кавбюро, що змінило ККК, і в складі Кавбюро в червні того ж року створено Бакинську трійку на чолі з Г. К. Орджонікідзе. В лютому 1922 року, на I з'їзді комуністичних організацій Закавказзя, Кавбюро змінив виборчий Закавказький крайовий комітет РКП(б). Тим самим, ККК, Кавбюро і Заккрайком служили сполучною ланкою між азербайджанською Компартією і московським ЦК.

#### Внутрішньопартійна боротьба в АКП(б)
Після змінення влади в квітні 1920 року, коли до влади в Азербайджані прийшла АКП(б), серед азербайджанських комуністів розгорнулася групова боротьба. За свідченням О. Г. Шатуновської, боротьба велася між двома угрупованнями: національно-орієнтованими комуністами на чолі з Н. Нарімановим і інтернаціоналістами, які стали борцями з попередніми традиціями. Що стосується опозиційної «Мусават», то її лідери правого крила втекли за кордон, тоді як лівому крилу дозволили існувати далі. Попри те, що партія згодом розформується, а її члени навіть поклянуться у вірності і лояльності до нової влади, її ідеї не зникнуть. У сфері міського господарства Баку, радах і навчальних закладах мусаватисти отримають високі пости. Партія Іттіхад також саморозпустилась, але ще довгий час нагадувала про себе.
В Азревкомі й РНК Азербайджанської РСР (уряді) спочатку переважали мусульмани і тон тут задавали націонал-комуністи. Хоча мусульмани кількісно домінували в ЦК і Президії, на початку 1920-х років переважний вплив у ЦК мали росіяни і вірменські комуністи. За словами німецького історика Й. Баберовскі, вплив Москви проявлявся через Г. Н. Камінського і Єгорова, а потім С. М. Кірова, який 7 років очолював ЦК Компартії Азербайджану (1921—1926). Російський історик Кирілліна не вважає, що С. М. Кіров був «намісником Москви», оскільки колосальну роль у республіці відігравав Н. Наріманов (Н. Наріманов помре 1925 року в Москві). Однак варто підкреслити, що без згоди згаданих раніше Заккрайкому і Кавказького бюро, які виступали сполучною ланкою між московським Політбюро і азербайджанською парторганізацією, бакинська Президія не могла реалізовувати своїх рішень. У Бакинському міськкомі партії переважали росіяни і вірмени, тоді як мусульманські комуністи укомплектували райкоми партії та кабінети держорганів.
Настрої серед національних партійних еліт викликали занепокоєння у Й. В. Сталіна, починаючи з першої половини 1920-х років. У своєму листі до Леніна від 1922 року він писав:
|   | За чотири роки громадянської війни, коли ми з огляду на інтервенцію змушені були демонструвати лібералізм Москви в національному питанні, ми встигли виховати серед комуністів всупереч своїй волі справжніх і послідовних соціал-незалежників, які вимагають справжньої незалежності в усіх сенсах і розцінюють втручання ЦК РКП, як обман і лицемірство з боку Москви.Оригінальний текст (рос.) За четыре года гражданской войны, когда мы ввиду интервенции вынуждены были демонстрировать либерализм Москвы в национальном вопросе, мы успели воспитать среди коммунистов помимо своей воли настоящих и последовательных социал-независимцев, требующих настоящей независимости во всех смыслах и расценивающих вмешательство ЦК РКП, как обман и лицемерие со стороны Москвы. |
| — | |

Процес коренізації апаратів почався ще за Н. Наріманова, причому без опори на московський партапарат, але Москва пішла на націоналізацію і коренізацію в другій половині 1923 року, розраховуючи цим також запобігти небезпеці від націонал-комуністів. Разом з М. Х. Султан-Галієвим, Т. Р. Рискуловим, П. І. Махарадзе і П. Мдівані, Н. Наріманов належав до видних націонал-комуністів. Однак 1923 року відбудеться його падіння, а прихильники зазнають переслідувань. У другій половині 1920-х років боротьба в азербайджанському керівництві, за спогадами Ю. Касимова, розгорнулася між двома угрупованнями: Р. Ахундов, Г. Джабієв, У. Рахманов, М. Наріманов, Р. Фарадж-заде з одного боку і Г. Мусабеков, С. М. Ефендієв, М. Караєв і він сам з іншого.
І хоча АКП(б) роздирала внутрішньопартійна боротьба, вона також, як складова частина ВКП(б), була залучена до боротьби з «троцькістсько-зінов'євським блоком». Засудженням опозиції і підтримкою рішення XIV з'їзду ВКП(б), на якому було розгромлено «ленінградську опозицію» (на чолі з Г. О. Зінов'євим і Л. Б. Каменєвим), завершився 12 січня 1926 року розширений пленум Бакинського комітету АКП(б). Сюди до Баку в квітні і жовтні 1927 року приїжджав троцькіст Саркіс; тут навіть виділилася опозиційна група. 16 жовтня Президія ЦКК АКП(б) виключила Саркіса з партії, а оскільки він не перебував на обліку азербайджанської парторганізації, то це рішення було направлено на затвердження ЦКК ВКП(б). VIII з'їзд АКП(б), що відбувся 12-18 листопада, цілком підтримав усі заходи Компартії Азербайджану щодо боротьби з троцькістською опозицією.
Протягом 1926—1929 років три секретарі (А. Караєв, Л. І. Мірзоян і Г. Агавердієв, поки 1927 року його не змінив Ю. Касимов) були основними дійовими особами в республіці. Бувши поінформованим про свавілля, родинність у партійному керівництві Азербайджану, Й. В. Сталін 1929 року саботував чистку її керівництва. А. Караєв, Л. І. Мірзоян, Ю. Касимов і інші позбулися своїх постів, тому від вересня 1929 до лютого 1930 року в Азербайджані був відсутній дієздатний уряд. Після усунення з Баку провідних гумметистів, Й. В. Сталін розпочав змінювати всіх секретарів райкомів у Баку, які мали репутацію прихильників Л. Мірзояна і А. Караєва. Таким чином, зі зміщенням азербайджанських партійних керівників було зруйновано мережу особистих зв'язків зміщених осіб. За наступних керівників азербайджанської парторганізації — М. Ф. Гейкала і В. І. Полонського інтриги і чвари не припинилися. Врешті замість В. І. Полонського новим керівником Азербайджану 1933 року Сталін поставив М. Д. Багірова. Так почалася двадцятирічна епоха Багірова.

## Органи держбезпеки за Сталіна— Багірова
Коротко варто зупинитися на системі органів держбезпеки за Сталіна і Багірова. До початку 1930-х років спеціальним органом державної безпеки Союзу було Об'єднане державне політичне управління при РНК СРСР (ОДПУ при РНК СРСР). На республіканському рівні існувало Головне політичне управління при уряді (ГПУ при РНК).
10 липня 1934 року внаслідок чергової реорганізації радянських спецслужб ОДПУ було скасовано з одночасним створенням Народного комісаріату внутрішніх справ Союзу РСР (НКВС СРСР), до складу якого як одне з головних управлінь ввійшло Головне управління державної безпеки (ГУДБ НКВС), що об'єднало на правах відділів всі оперативні підрозділи ОДПУ. Крім ГУДБ, у складі НКВС було ще чотири головних управління — Головне управління робітничо-селянської міліції, Головне управління прикордонної та внутрішньої охорони, Головне управління таборів (ГУЛАГ) і Головне управління пожежної охорони:312. У складі НКВС був позасудовий орган — Особлива нарада при наркомі внутрішніх справ, що мав повноваження виносити вироки про ув'язнення, заслання або вислання на строк до 5 років або видворення з СРСР «суспільно небезпечних осіб»:321.
За тією ж постановою ЦВК СРСР від 10 липня 1934 року наказувалося організувати республіканські НКВС, що діють на основі Положення про загальносоюзний НКВС (крім НКВС РРФСР, замість якого встановлювався інститут Уповноваженого НКВС СРСР), а в автономіях організувати управління республіканських НКВС. На чолі НКВС СРСР протягом 1936—1938 років стояв М. І. Єжов, який, діючи під керівництвом Сталіна, став одним з головних організаторів масових репресій 1937—1938 років. Період, на який припав пік репресій, отримав назву єжовщина.

Керівник НКВС Азербайджанської РСР Ю. Д. Сумбатов-Топурідзе

13 липня 1934 року було утворено Управління НКВС по Азербайджанській РСР (УНКВС АзССР), начальником якого з 15 липня був Ю. Д. Сумбатов-Топурідзе, а також УНКВС по Нахічеванській АРСР і УНКВС по Нагірно-Карабахській автономній області.
1 січня 1937 року було утворено НКВС Азербайджанської РСР, спершу очолюваний Ю. Д. Сумбатовым-Топурідзе, а потім М. Г. Раєвим. Начальниками УНКВС по Нахічеванській АРСР, починаючи від липня 1934 і до липня 1938 року, були П. Ф. Вакульчик, Н. М. Ходжаєв, Г. І. Мамедов, Лісін (т. в. о.), А. К. Гранський (в. о.), А. А. Дасаєв, М. А. Мехтієв. УНКВС по Нагірному Карабаху від липня 1934 до липня 1937 року очолювали Р. А. Маркарян, Н. А. Брутенц, Т. Т. Саадян.
Хоча основною ударною силою репресій стали органи НКВС, його співробітники самі ставали жертвами чисток. В кінці 1937 року заарештовано начальника відділення відділу управління державної безпеки (УДБ НКВС Азербайджанської РСР) Еюб Касумов і за звинуваченням в «антирадянській діяльності» у квітні 1938 року засуджений Особливою нарадою НКВС до 5 років таборів. Прямо в кабінеті Багірова в листопаді 1938 року заарештовано наркома внутрішніх справ республіки М. Г. Раєва, який, за свідченнями слідчого Павла Хентова, брав участь у побитті заарештованих.

## Перед Великим терором: політичні репресії 1930-х років

### Вбивство Кірова

Й. В. Сталін і А. О. Жданов біля труни Кірова.

1 грудня 1934 року в Смольному (Ленінград) безробітний Л. В. Ніколаєв застрелив керівника Ленінградського обкому ВКП(б) — С. М. Кірова. Це вбивство було використано як привід для остаточної ліквідації опозиційних лідерів і учасників 1920-початку 1930-х років. Сталін поклав провину за вбивство Кірова С. М. на Л. Б. Каменєва і Г. О. Зінов'єва і, незважаючи на запереченн НКВС, розпорядився опрацьовувати «зінов'євський слід».
Відразу після вбивства Кірова С. М., того ж дня, Президія ЦВК СРСР ухвалила постанову «Про порядок ведення справ про підготовку або здійснення терористичних актів». Сталін брав участь у складанні документа, але написаний він був явно поспіхом, та й друком документ вийшов без назви. Пізніше його істотно конкретизували постановою «Про внесення змін у чинні кримінально-процесуальні кодекси союзних республік», яка ввела поняття «терор» у рамках радянського законодавства. Постанова Президії ЦВК Союзу РСР від 1 грудня 1934 року стала поштовхом до поступового розгортання в країні масового терору.
Репресивна кампанія в Азербайджані в перші місяці після вбивства Кірова С. М. ще не набула серйозних масштабів. Однак деяких заходів було вжито. За пропозицією ЦК Компартії Азербайджанської РСР, Політбюро 25 грудня ухвалило рішення про «висилку з Азербайджану в адміністративному порядку до концтабору з конфіскацією майна 87 родин куркулів, злісних антирадянських елементів, у минулому власників великих капіталістичних підприємств, селян-куркулів з інших районів Союзу».

### Подальші репресивні акції в Азербайджанській РСР
Навесні 1936 року в Баку пройшли арешти, «троцькістів» і «націоналістів». Одним з перших заарештували директора консерваторії, члена ревізійної комісії Бакинського міськкому партії, албанця за походженням — А. Тринича, який давно ворогував з М. Д. Багіровим. Підставою для його арешту та виключення з партії послужила заява А. Тринича за 1918 рік, яку Багіров прочитав на квітневому засіданні Бюро ЦК Компартії Азербайджану. Була вона кимось знайдена чи підроблена, але в ній було прохання про прийняття в охорону мусаватського парламенту. Як наслідок, А. Тринич покінчив з собою під час слідства, проковтнувши ґудзик.

У листопаді агенти НКВС заарештували десятки видатних комуністів, запідозрених у троцькізмі, мусаватизмі і шпигунстві. Виключено з партії і заарештовано директора Бакинського університету Гасанбекова, директора державного видавництва Емінбейлі, визнаних етнологів, професора О. С. Букшпана і Ніколаєва, громадського і літературного діяча Велі Хулуфлу. Репресовано навіть особистого секретаря Багірова Нікішева, якого звинуватили в тому, що він агент мусавату і «терорист». В кінці року М. Д. Багіров повідомляв Сталіну:
|  | У нас викликають сумніви деякі відповідальні працівники Азербайджану: голова комітету у справах мистецтв Рухулла Ахундов, нарком освіти Мусєїб Шахбазов, заступник голови Азеріттіфага Ханбудагов Ейюб. Отримавши свідчення контрреволюційного троцькіста Окуджави Михайла щодо Ахундова Рухулли, ми доручили органам НКВС провести розслідування. Що стосується Ханбудагова Ейюба, то тут у Москві під час особистої зустрічі з тов. Саркісовим з'ясувалося, що Ханбудагов дійсно був активним троцькістом. Про це тов. Саркісов дав письмову довідку. |

У цей період виявлялися «повстанські» групи серед селянства, приміром, у селах Алі-Байрамлінського району, де за звинуваченням у підготовці контрреволюційного перевороту було репресовано все чоловіче населення Алі-Байрамли.
У грудні репресії докотилися й до провінційних керівників. НКВС заарештував усе керівництво партії в Нахічевані, а перший секретар Нахічеванського обкому партії М. Мехтієв постав перед судом і був страчений за «зв'язки з ворожими і злочинними елементами». За ним пішли партійні секретарі Алі-Байрамлінського, Геокчайського, Ґазахського, Касум-Ісмаїлівського, Конахкендського, Ленкоранського, Норашенського, Самухського, Сураханського і Шамхорського районів.
До початку 1937 року групу керівних партійних і радянських працівників було притягнуто до кримінальної відповідальності за звинуваченнями політичного характеру. Серед заарештованих у цей період був і колишній секретар ЦК Компартії Азербайджану і Заккрайкому ВКП(б) Рухулла Ахундов.
У 1935—1936 роках в Азербайджані було репресовано 128 видних діячів партійного і державного апарату, що було менше, ніж у Грузії (186 осіб) або Вірменії (142 особи).

## Великий терор в Азербайджані: 1937—1938 роки

### Початок масового терору
Масові репресії в СРСР започаткував лютнево-березневий пленум ЦК ВКП(б), що відбувся 23 лютого — 3 березня 1937 року в Москві, на якому Й. В. Сталін виступив з доповіддю «Про недоліки партійної роботи і заходи ліквідації троцькістських та інших дворушників», в якій повторив свою доктрину про «загострення класової боротьби у міру будівництва соціалізму». Серед присутніх на пленумі був і Мір Джафар Багіров.
Повернувшись до Баку, 19 березня М. Д. Багіров скликав VI Березневий пленум ЦК Компартії Азербайджану, проінформувавши делегатів про результати московського пленуму. У своєму виступі Багіров, акцентуючи увагу на рівень неписьменності та невігластво значної частини населення республіки, побачив причину того, що «реакція» діє. Свою промову він закінчив відкритою погрозою знищити все керівництво партії. Пленум вивів зі складу ЦК голову Держплану А. Фараджзаде, а також М. Джуварлінського, М. Гаджиєва, М. Мамедова, А. Петерсона, М. Мехтієва, Г. Гусейнова, Л. Расулова, Гуревича, Б. Пірвердієва і кандидатів у члени ЦК М. Наїбова, К. Багірбекова і Л. Мещерякова. З усіх виведених лише М. Наїбова виключено з партії.
21 березня М. Д. Багіров виступив на засіданні Бакинського комітету АзКП(б), на якому пояснив ступінь відповідальності керівника за своїх підлеглих: «Керівник відповідає за кадри. Якщо керівник оточив себе шкідниками, гниллям і різною іншою сволотою і не бачить цього, він не керівник, він не більшовик, він „шляпа“, а може бути, і ворог. Багато наші керівники нафтового господарства виявили шкідників?». Звертаючись до залу М. Д. Багіров зачепив присутнього наркома землеробства Г. Везірова: «Ви думаєте, що Везіров завтра буде інакше працювати і розжене всю, яка ще є в його наркоматі, сволоту? Ажніяк». Далі він атакував наркома освіти М. Шахбазова і голову ЦВК Азербайджанської РСР Султана Меджида Ефендієва. У висновку Багіров сказав:
|  | Ті товариші, які запитують, де ж нам розкрити всі неподобства, я б їм сказав — у районах, на підприємствах, у школах, у цехах, в бурових партіях, у колгоспах, у тракторних бригадах, МТС, вузах, навчальних закладах, театрах, кіно… в міліції, в органах освіти, на зборах первинних партійних організацій, всюди, куди ворог або втиснувся, намагався або намагатиметься втиснутись. Там по-справжньому розкрити недоліки і помилки, там почати боротьбу, війну не на життя, а на смерть з усіма найлютішими ворогами нашої партії, нашої соціалістичної вітчизни. Про це йдеться… В умовах прикордонної республіки, в умовах багатонаціонального Азербайджану ми повинні кожну таку людину розглядати як агента ворога нашої партії, як зрадника.Оригінальний текст (рос.) Те товарищи, которые спрашивают, где же нам вскрыть все безобразия, я бы им сказал — в районах, на предприятиях, в школах, в цехах, в буровых партиях, в колхозах, в тракторных бригадах, МТС, вузах, учебных заведениях, театрах, кино… в милиции, в органах просвещения, на собраниях первичных партийных организаций, везде, куда враг или проник, пытался или будет пытаться проникнуть. Там по-настоящему раскрыть недостатки и ошибки, там начать борьбу, войну не на жизнь, а на смерть со всеми злейшими врагами нашей партии, нашего социалистического отечества. Об этом идёт речь… В условиях пограничной республики, в условиях многонационального Азербайджана мы должны каждого такого человека рассматривать как агента врага нашей партии, как предателя, изменника. |

2 липня 1937 року Політбюро ЦК ВКП(б) ухвалило рішення № П51/94 «Про антирадянські елементи». Те, що ініціатива належала Сталіну, свідчить власноруч написана ним директива:

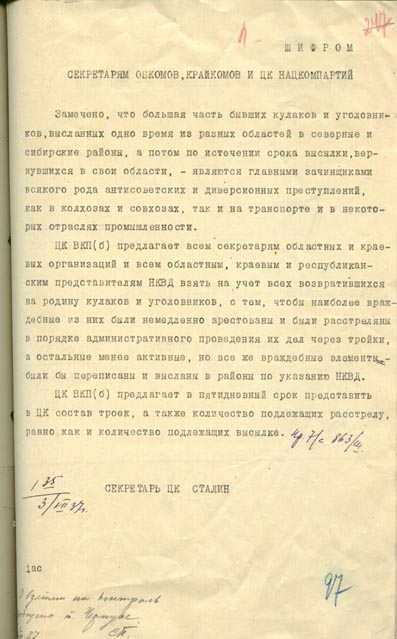
Рішення Політбюро ЦК ВКП(б) від 2 липня 1937 року «Про антирадянські елементи»

|  | Секретарям обкомів, крайкомів і ЦК нацкомпартій Помічено, що значна частина колишніх куркулів та кримінальників, що були вислані в один час з різних областей у північні і сибірські райони, а потім по завершенні терміну висилки повернулися в свої області, є головними призвідниками різного роду антирадянських і диверсійних злочинів як у колгоспах і радгоспах, так і на транспорті і в деяких галузях промисловості. ЦК ВКП (б) пропонує всім секретарям обласних і крайових організацій, всім обласним, крайовим і республіканським представникам НКВС взяти на облік куркулів та кримінальників, що повернулися на батьківщину, з тим, щоб найбільш ворожі з них були негайно арештовані і були розстріляні в порядку адміністративного переведення їхніх справ через трійки. Решта, менш активні, але все ж ворожі елементи, були б переписані і вислані в райони за вказівкою НКВС. ЦК ВКП (б) пропонує в п'ятиденний термін подати до ЦК склад трійок, а також кількість тих, що підлягають розстрілу, так само як і кількість підлягають висилці. Секретар ЦК СталінОригінальний текст (рос.) Секретарям обкомов, крайкомов и ЦК нацкомпартий Замечено, что большая часть бывших кулаков и уголовников, высланных в одно время из разных областей в северные и сибирские районы, а потом по истечение срока высылки вернувшихся в свои области, являются главными зачинщиками всякого рода антисоветских и диверсионных преступлений как в колхозах и совхозах, так и на транспорте и в некоторых отраслях промышленности. ЦК ВКП(б) предлагает всем секретарям областных и краевых организаций, всем областным, краевым и республиканским представителям НКВД взять на учёт возвратившихся на родину кулаков и уголовников с тем, чтобы наиболее враждебные из них были немедленно арестованы и были расстреляны в порядке административного проведения их дел через тройки. Остальные, менее активные, но все же враждебные элементы, были бы переписаны и высланы в районы по указанию НКВД. ЦК ВКП(б) предлагает в пятидневный срок представить в ЦК состав троек, а также количество подлежащих расстрелу, равно как и количество подлежащих высылке. Секретарь ЦК Сталин. |

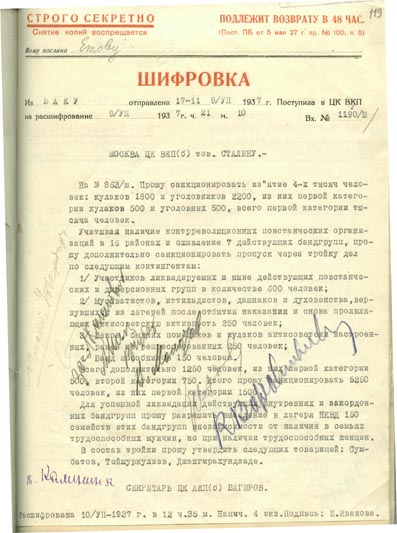
Шифротелеграма від М. Д. Багірова Й. В. Сталіну з проханням санкціювати «вилучення 4 тисяч осіб: куркулів 1800 і кримінальників 2200»

3 липня Політбюро ЦК ВКП(б) надіслало телеграми секретарям обкомів, крайкомів, ЦК компартій союзних республік. 9 липня М. Д. Багіров надіслав у Москву шифротелеграмму, в якій інформував про чисельність тих, хто підлягають репресіям, запитавши щодо них санкцію. У шифротелеграмі також містилося прохання на виселення в табори сімей членів бандгруп і передання на розгляд трійок справ стосовно інших груп населення. До складу «трійки» М. Д. Багіров запропонував затвердити Ювельяна Сумбатова, Теймура Кулієва і Джангіра Ахундзаде. Наступного дня вийшла постанова політбюро ЦК ВКП(б) про затвердження складу трійок і лімітів репресованих, зокрема по Азербайджану: «Затвердити трійку… з Азербайджанської РСР у складі т. т. Сумбатова, Теймура Кулієва і Джангіра Ахундзаде. Затвердити намічених до розстрілу куркулів 500 чол., кримінальників 500 чол., і висилку куркулів 1 300 чол., кримінальників 1 700 чол. Дозволити розгляд у трійці справ контрреволюційних повстанських організацій із застосуванням розстрілу до 500 чол., висилки до 750 чол. і виселення в табори НКВС 150 родин бандгруп».
14 липня Політбюро ЦК ВКП(б) видало постанову «Про прикордонну смугу в східних республіках», що передбачає «з метою посилення охорони державного кордону з Іраном і Афганістаном» створення в деяких республіках прикордонної смуги. В цю смугу увійшли всі райони Нахічеванської АРСР, а також Астаринський, Астрахан-Базарський, Билясуварський, Джебраільський, Зангеланський, Зувандський, Карадонлінський, Карягінський, Ленкоранський і Масалінський райони Азербайджану. На НКВС було покладено завдання виселити з усіх цих районів «весь неблагонадійний елемент». У самій прикордонній зоні встановлювався особливий режим проживання і пересування, а розселення ж у цьому місці іноземців було можливим лише з дозволу уряду СРСР. Народному комісаріату закордонних справ також доручалося «денонсувати конвенцію з Іраном про спрощені переходи кордону жителями прикордонних місцевостей». На думку історика Е. Ісмаїлова це рішення варто розглядати в контексті політики створення загальної підозрілості стосовно шпигунів і диверсантів, які «наповнили» і продовжують проникати в країну.
На виконання рішення Політбюро ЦК ВКП(б) від 2 липня, 30 числа вийшов наказ НКВС № 00447 «Про операцію з репресування колишніх куркулів, кримінальників та інших антирадянських елементів», який наступного дня схвалено Політбюро ЦК ВКП(б). Згідно з наказом репресіям підлягали:
- Колишні куркулі, які повернулися після відбуття покарання або втекли з таборів і трудових поселень, які переховуються від розкуркулення і викриті в антирадянській діяльності.
- Колишні куркулі і соціально небезпечні елементи, які перебували в повстанських, фашистських, терористичних та бандитських формуваннях.
- Члени антирадянських партій (есери, грузинські меншовики, мусаватисти, іттіхадисти і дашнаки), реемігранти, які переховуються від репресій, що втекли з місць ув'язнення і ведуть активну антирадянську діяльність.
- Учасники козацьких і білогвардійських організацій.
- Найактивніші антирадянські елементи з колишніх куркулів, карателів, бандитів, білих, сектантських активістів, церковників та інших, які утримуються у в'язницях, таборах, трудових поселеннях і колоніях[ru].
- Кримінальники, а також злочинці, які утримуються під вартою, але чиї особисті справи судовими органами ще не розглянуті.
- Кримінальники, які перебувають у трудових таборах і поселеннях, і ведуть там злочинну діяльність.

Від початку створення «трійок» і до осені 1938 року репресії в Азербайджані досягли свого апогею. Репресували осіб незалежно від національної приналежності. 1937 року в Азербайджані зазнали арештів 57 директорів заводів і промислів, 95 інженерів, 207 радянських і профспілкових працівників, 8 професорів. Практично всіх їх було знищено. 1937 року тільки «трійкою» за політичні злочини засуджено до розстрілу 2792 особи, а ще 4425 осіб — до тривалих термінів позбавлення волі.
Серед репресованих виявилися азербайджанці, росіяни, вірмени, євреї та інші національності. Так, до кримінальної відповідальності за звинуваченням у контрреволюційній діяльності притягнуто сотні працівників Каспійського пароплавства, більшість із яких становили росіяни, вірмени, євреї, а азербайджанців було лише кілька осіб.
Прокурор Азербайджанської РСР А. Бабаєв у довідці, поданій 1955 року першому секретарю ЦК Компартії Азербайджанської РСР В. Мустафаєву, так змалював той час:
|  | За даними НКВС, всі верстви населення Азербайджану були охоплені контрреволюційною діяльністю і були членами найрізноманітніших контрреволюційних організацій. Старі партійці-підпільники оголошувалися ворогами Радянської влади, керівні партійні і радянські працівники буквально на ходу вербували одне одного в різні контрреволюційні організації, вірмени ставали мусаватистами, російські робітники боролися за встановлення буржуазно-націоналістичної влади в Азербайджані, а старезні професори зараховувалися в бойовики терористичних формувань. Політична і культурна відсталість багатьох працівників НКВС призводила до того, що заарештованим пред'являлися найбезглуздіші звинувачення, як наприклад, шкідництво шляхом випуску недоброякісного паперу-мухомора, шкідницька поломка колеса гарби, відторгнення Азербайджану від ЗРФСР і перетворення на союзну республіку і, нарешті, відділення Азербайджанського державного університету від держави. |

#### Чистка в Азербайджанській гірничо-стрілецької дивізії ім. Серго Орджонікідзе
Починаючи від 1936 року в лавах РСЧА почалися арешти. 11 червня 1937 року перед Спеціальною судовою присутністю Верховного Суду СРСР постали маршал М. М. Тухачевський і ще 7 осіб (Й. Е. Якір, І. П. Уборевич, Р. П. Ейдеман, Б. М. Фельдман, А. І. Корк, В. М. Примаков, В. К. Путна). Згідно з обвинувальним висновком, всі обвинувачені були членами антирадянської троцькістської військової організації, пов'язаної з Л. Д. Троцьким, його сином Л. Сєдовим, засудженими у січні 1937 Ю. Л. П'ятаковим і Л. П. Серебряковим, уже заарештованими до того часу М. Бухаріним і О. Риковим, а також німецьким Генштабом. Метою організації було оголошено насильницьке захоплення влади в СРСР в обстановці військової поразки від Німеччини і Польщі.
Кампанія проти командного і начальницького складу Червоної Армії, яка після арешту і засудження Тухачевського набула найбільшого розмаху, докотилася і до Закавказького військового округу. 16 липня М. Д. Багіров повідомив про «викриття» контрреволюційної організації, куди входили командир 77-ї азербайджанської гірнострілецької дивізії комдив Г. М. Везіров і начальник політвідділу Д. А. Алієв. Вони ж були членами «націоналістичної» організації. Комдив Г. Везіров буде заарештований НКВС 29 липня і засуджений до розстрілу за звинуваченням у приналежності до військової змови. Жертвами репресій стануть такі воєначальники Аздивії як комбриг Дж. Нахічеванський, Гасан Рахманов, бригадний комісар Джабар Алієв та інші.
Призначений на посаду тимчасового виконувача обов'язків командира дивізії полковник А. Аббасов та військовий комісар дивізії А. Дадашев 7 серпня доповіли командувачу військами Закавказького військового округу М. В. Куйбишеву про звільнення ряду командирів, зокрема військкомдива Алієва, начштадива Алієва, комполку Мехтієва, начштабу полку Агаєва та інших. Протягом наступних днів А. Дадашев поінформував про звільнення ще кількох осіб, але вже в телеграмі від 11 серпня він повідомляє про арешт А. М. Аббасова: "Тво комдив Аббасов заарештований. Згідно з вашим наказом призначив тво командивом Зюванова, тво наштадива капітана Туманяна. Полковника А. Аббасова звинуватили в контрреволюційній діяльності. Особлива нарада при НКВС у квітні 1938 р. засудила його до 8 років виправно-трудових таборів, але у вересні 1941 року Верховний трибунал військ НКВС СРСР виніс смертний вирок (за ст. 58-2, 58-8, 58-10 і 58-11 КК РРФСР). Телеграми про арешти в 77-й дивізії продовжували надходити і восени 1937 року. Протягом 1937 року в Азербайджані арештовано 110 військовослужбовців.

Комбриг Джамшид Нахічеванський

Репресії в Червоній Армії породили страх серед командирів і політпрацівників, а з ним доноси і арешти. На зміну репресованим командирам приходили молоді кадри, чия кваліфікація і досвід ще не відповідали повною мірою тому, щоб керувати великими з'єднаннями. Через надзвичайно швидку ротацію командно-начальницького складу постійним явищем стало тимчасове заміщення посад (тво), що також викликало ускладнення. «Тво» часом розглядали посади як тимчасові, вони намагалися уникнути відповідальності. Таким чином, рівень бойової підготовки частин Червоної Армії, зокрема й кавказьких національних дивізій, за 1937—1938 роки різко впав. У листопаді 1937 року бойова підготовка військ Закавказького військового округу оцінювалася Військовою радою округу як незадовільна і головною причиною того її командувач М. В. Куйбишев назвав те, що «в нас округ знекровлений дуже сильно». Якщо говорити про Азербайджанської дивізії, то нею керував майор без досвіду командної практики.
Національні частини, з'єднання, військові училища і школи РСЧА у виконанні постанови ЦК ВКП(б) і РНК СРСР від 7 березня 1938 року зазнали переформовування в загальносоюзні з екстериторіальним комплектуванням. Таке рішення, на думку Р. Зейналова, виявилося помилковим заходом командно-адміністративного способу управління країною сталінської епохи, внаслідок чого збройні сили перед нападом Німеччини на СРСР виявилися ослабленими.

#### Репресії щодо керівництва республіки та членів партії
За оцінкою німецького історика Йорга Баберовскі «з початку літа 1937 р. до осені 1938 р. Азербайджан фактично опинився без управління». Тільки 1937 року арештовано 22 наркомів, 49 секретарів райкомів, 29 голів райвиконкомів; 18 наркомів і всі секретарі райкомів загинули за цей рік. Разом з наркомами землеробства, освіти і юстиції загинули їхні заступники і майже всі співробітники підпорядкованих їм відомств. Але при цьому Азербайджан став єдиною республікою, що уникла в роки репресій зміни Першого секретаря ЦК партії: Багіров залишався на цій посаді до 1953 року.
Арештам ряду партійних і державних працівників передували заяви на їх адресу. Отримавши смертний вирок, начальник пароплавства «Каспар» Іван Мєняйлов назвав 138 спільників, разом з якими займався шкідництвом. Серед них згадувався колишній начальник політвідділу «Каспара», а на той момент Перший секретар Нахічеванського обкому партії Гасан Рахманов, чий брат Гусейн Рахманов очолював азербайджанський уряд. Е. Ісмаїлов вважає, що у зв'язку з цим Багіров звернувся до Сталіна з пропозицією зняти Гасана Рахманова і неможливості за його братом зберігати посаду глави уряду. 26 вересня 1937 року Й. В. Сталін послав шифртелеграмму в ЦК КП(б) Азербайджану:
|  | Баку. ЦК компартії Азербайджану БАГІРОВУ ЦК ВКП(б) санкціює арешт Усейна Рахманова і Гасана Рахманова. Просимо Вас ретельно очистити Нахічеванську республіку, загиджену Гасаном Рахмановим, від усякої нечисті. Майте на увазі, що Нахреспубліка є найнебезпечнішим пунктом у всьому Закавказзі. Потрібно поставити там справжнє більшовицьке перевірене керівництво. Юсуф Касимов буде направлений до Вас.Оригінальний текст (рос.) Баку. ЦК компартии Азербайджана БАГИРОВУ ЦК ВКП(б) санкционирует арест Усейна Рахманова и Гасана Рахманова. Просим Вас тщательно очистить Нахичеванскую республику, загаженную Гасаном Рахмановым, от всякой нечисти. Имейте в виду, что Нахреспублика является наиболее опасным пунктом во всём Закавказье. Нужно поставить там настоящее большевистское проверенное руководство. Юсуф Касимов будет направлен к Вам. |

Репресовано весь керівний склад Нагірно-Карабахської автономної області. Арештований перший секретар Мардакертського райкому партії О. Котанджян назвав першого секретаря Нагірно-Карабахського обкому Погосова в числі тих осіб, котрі втягнули його до вірменської націоналістичної організації. На пленумі ЦК Компартії Азербайджанської РСР, що відбувся в жовтні 1937 року, останній був виведений зі складу ЦК і пізніше засуджений разом з іншими партійними працівниками-вірменами.
Було заарештовано чотири п'ятих народних суддів Азербайджану, майже повністю знекровлено апарат прокуратури Азербайджанської РСР. Після того, як перший секретар Кіровабадської партійної організації Мустафаєв заявив про те, що суд і прокуратура недостатньо рішуче боролися зі злочинними елементами в колгоспах, весною 1937 року арештували практично всіх суддів і прокурорів Кіровабадського району. Як пише Баберовскі: «Багіровське полювання на відьм поставило партійно-господарський апарат Азербайджану на грань самознищення і втягло республіку в безодню жаху».
Репресії виявилися на руку М. Д. Багірову, який скористався ситуацією для знищення своїх політичних супротивників. За відомостями, що належать до травня-червня 1937 року, зафіксовано спроби деяких азербайджанських комуністів (нарком освіти М. Джуварлінський, Г. Султанов) передати до Москви скаргу на М. Д. Багірова, що закінчилися для них трагічно.
Серед репресованих виявився Чингіз Ільдрим. У минулому він, один з ключових фігур квітневого перевороту 1920 року, обіймав посаду наркома військових і морських справ республіки. Під час Великого терору його, на той момент директора заводу в Кривому Розі, доставили в Баку як «сина бека», де піддали тортурам, а потім переправили до Москви і розстріляли там. За ним пішов колишній голова АзНК Еюб Ханбудагов, якому пригадали націоналістичні випади 1924 року. На останнього давав свідчення Г. Султанов. У листопаді 1937 року «трійка» засудила на вісім років ув'язнення старого ветерана партії (з 1907), Героя праці Сумбата Фаталізаде, який помер у таборах.
В очікуванні арешту деякі комуністи божеволіли і покінчували самогубством. Так, керуючий нафтовим трестом «Азнафта» Р. І. Гульбіс влітку 1937 року на бакинському вокзалі кинувся під поїзд, дізнавшись про скорий арешт.
Репресії знищили більшість керівництва Компартії Азербайджанської РСР, позбавивши її середнього класу. Жертвами терору стали майже всі члени «Гуммет», крім М. Б. Касумова і Ю. Касимова, отримали тюремний термін. Було знищено «стару гвардію» комуністичної еліти. Серед найяскравіших представників соціалізму, які стали жертвами терору, були такі особи як Д. Буніатзаде, С. М. Ефендієв, Г. Султанов, його дружина А. Султанова, Т. Алієв, Р. Ахундов, репресії забрали життя У. Рахманова, Ч. Ільдрима, М. Д. Гусейнова, М. Кулієва,А. Караєва, Г. Мусабекова, І. Довлатова.
Хоча чисельний склад Компартії Азербайджанської РСР протягом своєї ранньої історії знижувався і збільшувався, на час Великого терору припало одне зі зменшень (зауважимо, що причиною зниження може служити не тільки страта чи ув'язнення, але також виключення з партії чи інші причини). Якщо перед Великим терором, на 1 січня 1937 року чисельний склад Компартії(б) Азербайджану становив 47,194 членів і кандидатів у члени, то до 1 січня 1938 року він впав до 45,331 комуніста. Протягом часу, що пройшов з моменту конференції Бакинського комітету партії в травні 1937 року, органи НКВС на 1938 рік заарештували 36 членів і 4 кандидати в члени міськкому. Зниження спостерігається і в проміжку між з'їздами Компартії Азербайджану. Якщо під час XIII з'їзду АКП(б), що пройшов 3-9 червня 1937 року, партія налічувала 34,211 членів і 12,906 кандидатів у члени (всього 47,117 комуністів), то через рік, на момент XIV з'їзду АКП(б) (7-14 червня 1938 року) числилося 32,135 членів і 12,494 кандидатів у члени (всього 44,629 комуністів). Однак після Великого терору фіксується різке збільшення чисельного складу АКП(б) (до 1 січня 1939 року і взагалі під час XV з'їзд АКП(б), що відбувся 25 лютого-1 березня, числилося 56,548 комуністів).
Чистки започаткували новий стиль партійного управління. За висловом партійного секретаря Нагірного Карабаху Варунца:
|  | Треба прямо сказати, що починаючи з моменту, коли керувати Закавказькою та Азербайджанською партійними організаціями стали т.т. Берія і Багіров, стиль роботи значно змінився і в партійну організацію успішно впроваджується сталінський стиль роботи. Зникло назавжди в Азербайджані рівняння на людей «хто, чия людина?» Зникли колотнеча і чвари, зникла групова боротьба, яка так довго роз'їдала здоровий організм партійної організації Азербайджану.Оригінальний текст (рос.) Надо прямо сказать, что начиная с момента, когда у руководства Закавказской и Азербайджанской партийных организаций стали т.т. Берия и Багиров, стиль работы значительно изменился и в партийную организацию успешно внедряется сталинский стиль работы. Исчезло навсегда в Азербайджане равнение по людям «кто, чей человек?» Исчезли склоки и дрязги, исчезла групповая борьба, которая так долго разъедала здоровый организм партийной организации Азербайджана. |

##### Шемахинський процес

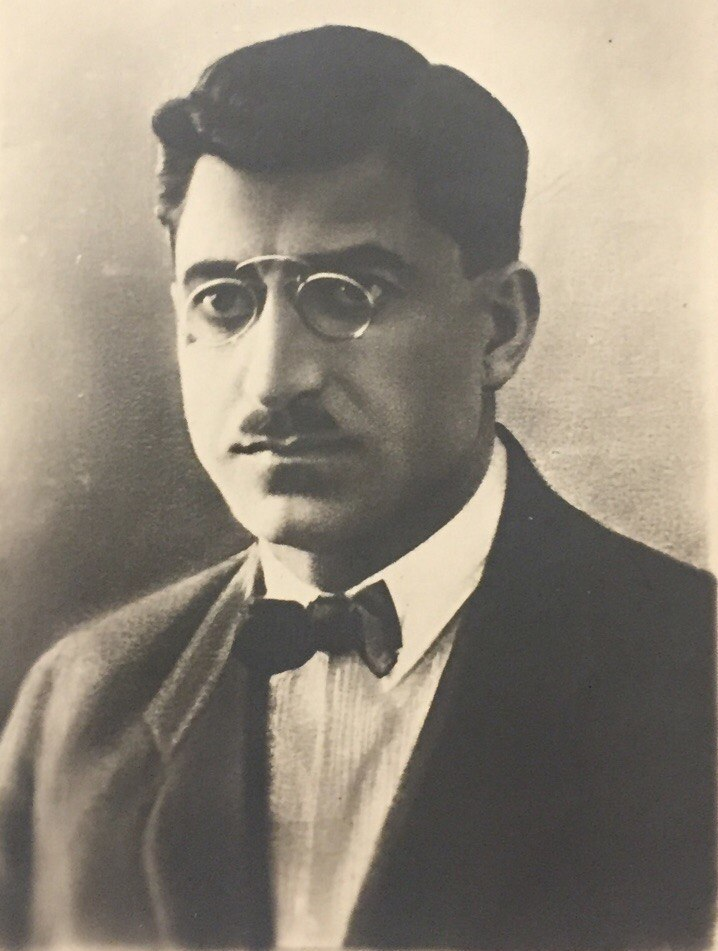
Гамід Султанов

27 жовтня 1937 року почалися засідання в «шемахинській справі», що тривали до 2 листопада. Головним обвинувачуваним на процесі став Гамід Султанов. Видатний революційний діяче Азербайджану, він у свій час був членом ЦК організації «Гуммет», наркомом внутрішніх справ і головою РНК Нахічеванської АРСР. Його дружиною була одна з перших азербайджанських жінок-революціонерок, нарком юстиції Айна Султанова, а її брат Газанфар Мусабеков свого часу очолював уряд республіки і був головою ЦВК СРСР від ЗРФСР.
Разом з Г. Султановим на лаві підсудних опинилися ще тринадцять осіб: перший секретар Шемахинського райкому партії Хальфа Гусейнов, екс-голова Шемахинського райвиконкому Ісрафіл Ібрагімов, колишній другий секретар Шемахинського райкому партії Арам Авалов, прокурор району Ахмед Аміров, директор виноробного радгоспу Алісахіб Мамедов, зав. земельним відділом району Георгій Юрханов, головний ветеринар району Агалар Калантаров, начальник дорожнього відділу Мамед Мірза Ейбалієв, голова колгоспу Міралі Таривердієв, комірник колгоспу Сірадж Джабієв, секретар парткому колгоспу Алі Садихов, голова сільради Бабали Бекіров і сільський житель Мамед Гусейнов.
Г. Султанов зізнався в тому, що входив разом з Р. Ахундовим, С. М. Ефендієвим, Г. Мусабековим, Г. Везіровим, Д. Буніатзаде, Г. Сафаровим і Е. Ханбудаговим до «контрреволюційного, націоналістичного центру, створеного з метою повалення Радянської влади, відторгнення Азербайджанської РСР від СРСР, відновлення капіталістичної власності. Центр здійснював підготовку терористичних актів проти керівників партії і уряду, шкідництво в народному господарстві, шпигунство». Керівником цього центру був названий Ахундов, а виконавцями директив — керівники Шемахинского району. Інші обвинувачені дали аналогічні показання.
Суд засудив дев'ятьох до смертної кари: Г. Султанова, Х. Гусейнова, І. Ібрагімова, А. Амірова, А. Авалова, Г. Юрханова, А. Мамедова, А. Калантарова і М. Гусейнова. Решта отримали від 8 до 20 років таборів. Варто також сказати, що живим не залишився жоден соратник Гаміда Султанова.

##### Загибель Алі Гейдара Караєва
Алигейдар Караєв належав до видатних державних і партійних діячів. У минулому він спочатку примикав до меньшовицької, а потім — більшовицької течій «Гуммет». Був депутатом парламенту як меншовицької Грузії, так і мусаватського Азербайджану. За нової влади очолював наркомати юстиції та праці, з військових і морських справ Азербайджанської РСР; був членом Азревкому. До кінця 1920-х років він займав провідні позиції в Комуністичній партії Азербайджану (АКП(б)), а також різні посади в партійних організаціях Закавказзя і Союзу РСР; працював директором вечірнього відділення Історії партії Інституту Червоної професури, завідував Східним відділом виконкому Комінтерну.

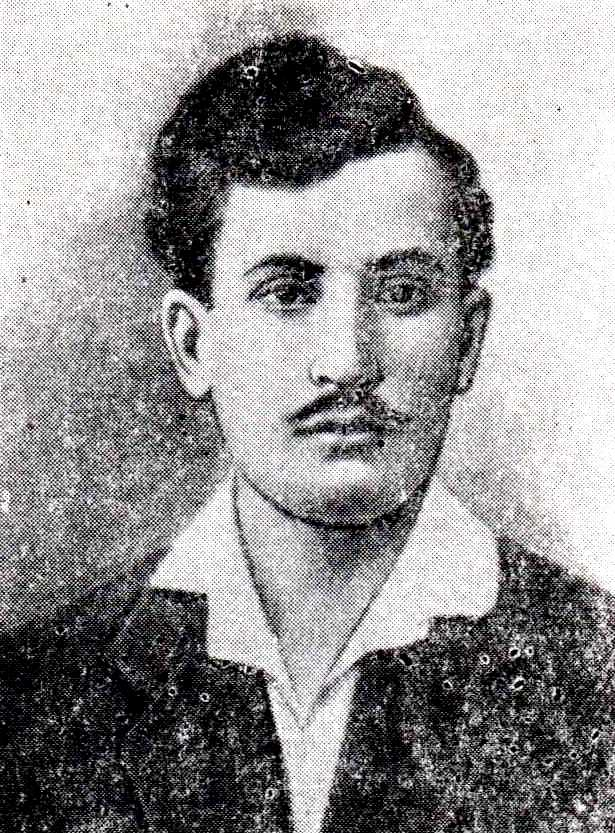
Алі Гейдар Караєв

Як секретар ЦК Компартії республіки він у 1928—1929 роках намагався припиняти антипартійні дії М. Д. Багірова і піднімав питання про поведінку останнього перед бюро ЦК АКП(б) і Заккрайкому. М. Д. Багіров у свою чергу складав заяви на А. Караєва, копії яких передавав Л. П. Берії.
1936 року, скориставшись появою в журналі «Партпрацівник Закавказзя» негативної рецензії на книгу А. Караєва «З недавнього минулого» 1926 року видання, М. Д. Багіров звернувся до М. І. Єжова з проханням про притягнення до відповідальності. Більше того, керівник Азербайджану доніс на нібито приховування А. Караєвим свого членства в меншовицькій організації. Партколегія КПК 3 лютого 1937 року, розглянувши питання, не знайшла підстав для звинувачення в приховуванні А. Караєвим свого минулого.
Проте через кілька місяців за пропозицією НКВС Азербайджанської РСР А. Караєва разом з дружиною заарештували в Москві і доставили в Баку. Йому висунули різні звинувачення від приховування свого меньшевицького минулого до участі в керівництві контрреволюційною націоналістичною організацією (від 1933 року), причому він оголошувався ініціатором відторгнення Азербайджанської РСР від СРСР, а також шкідництва, диверсій і підготовки терактів, зокрема, проти М. Д. Багірова. А. Караєв обмовив як себе, так і М. Орахелашвілі, Р. Ахундова та інших осіб, але незабаром відмовився від своїх свідчень, назвавши їх на суді помилковими. 21 квітня 1938 року Алі Гейдара Караєва засудили до розстрілу.
Репресії стали трагедією для сім'ї Караєвих. Дружина Хавер Шабанова-Караєва вийде на свободу 1954 року і буде реабілітована. Брат Алі-Овсат Караєв втече на Далекий Схід і незадовго до своєї смерті 1988 року залишить спогади. В одному з номерів «Бакинського робітника» будуть процитовані такі його рядки: «з 11 членів сім'ї Караєвих (мати, батько, сім братів і дві сестри) живими залишилося тільки два брати, а решта або знищені, або загинули, або пішли з життя інвалідами. Останки їх, розкидані на величезній території країни, нам вдалося зібрати і захоронити в Баку. Поруч з могилами матері та батька знаходиться символічна могила брата Алі Гейдара, де замість його останків похована священна земля, привезена з могили нашого прадіда». Клеймо «сина ворога народу» давало про себе знати для сина А. Караєва — лауреата Державної премії СРСР, геофізика Назима Караєва (доля Караєвих схожа з долею інших родичів партійних, державних діячів та представників інтелігенції)[⇨].

#### Репресії в системі народного господарства
| |  |
| Арештовані 1936 і 1937 року директор контори буріння тресту «Кагановичнафта» Ашраф Алієв і директор Текстильного комбінату в Гянджі Теймур Асланов |  |

1938 року також за вказівкою Багірова були заарештовані заступник голови РНК Азербайджанської РСР М. Халілов, нарком землеробства А. Мамедов, нарком торгівлі І. Асадуллаєв, нарком легкої промисловості І. Алієв, уповноважений наркомату зв'язку Ю. Родіонов, відповідальний працівник РНК Азербайджанської РСР Б. Г. Любарський-Новіков, стосовно яких спільники Багірова сфальсифікували обвинувачення як на керівників нового, так званого «запасного правотроцькістського центру контрреволюційної націоналістичної організації». Всі вони, за винятком Люборського-Новікова, були депутатами Верховної Ради СРСР першого скликання (палата національностей). «Після застосування до зазначених осіб побиття і тортур, спільники Багірова від них отримали вимушені неправдиві свідчення на багатьох невинних людей, внаслідок чого незаконно було заарештовано і засуджено до розстрілу або до тривалого терміну позбавлення волі понад триста керівних партійних і радянських працівників». Однак 1939 року всі обвинувачені відмовилися від своїх свідчень, внаслідок чого справу кілька разів повертали на дослідування. Врешті всіх «керівників» звинуватили у шкідництві в народному господарстві у контрреволюційних цілях і 1941 року засудили на тривалі терміни ув'язнення. В результаті загинули Халілов, Асадуллаєв і Родіонов. У квітні 1955 року всіх засуджених реабілітовано. Іскендер Алієв після 18 років ув'язнення в Карлазі повернувся в Баку і брав участь у квітні 1956 року на судовому процесі проти Багірова і його спільників як один з головних свідків обвинувачення. Ця справа згадується в тексті вироку Багірову і його спільникам.

#### Репресії інтелігенції
Баку 1920-1930-х років було центром культурного життя всіх тюркських народів. Тут проживали і працювали видатні представники інтелігенції Татарстану, Узбекистану, тюркомовного Криму, Туреччини тощо, майже всі з яких загинули. За словами американського історика Тадеуша Свєтоховського, інтелігенція стала головною жертвою репресій; на її долю випало 29 тисяч смертних вироків. Інтелігенція, як зазначає Т. Свєтоховський «практично перестала існувати як соціальна сила з почуттям історичної місії, своїм етосом і корпоративним духом».

##### Поети та письменники
Порівняно з казахською, азербайджанська література протягом 1937—1938 років, можливо, постраждала менше, але, ймовірно, більше від решти літератур Закавказзя. Репресовано більшість письменників, які склалися до революції, а також низка літераторів радянського покоління.
Ще 17 травня в газетах «Комуніст» і «Бакинський робітник» з'явилися статті проти поетів Ахмеда Джавада і Гусейна Джавіда, а також інших письменників, віднесених до «махрових мусаватистів, пантюркістів і націоналістів». В ніч на 4 червня 1937 року заарештували поетів Ахмеда Джавада, Мікаїла Мушфіга, Гусейна Джавіда, Санили, письменника Мусаханли.
Поет Ахмед Джавад — автор слів гімну Азербайджану. Якийсь час він був членом партії «Мусават» і 1923 року його навіть заарештували як учасника підпілля. Заарештованого вже 1937 року поета, по завершенню слідства, звинувачено за ст. 69, 70 та 73 КК Азербайджанської РСР, причому в обвинувальному висновку він фігурував як член «к. р. троцькістсько-націоналістичної організації» та «кадровий мусаватист». Ахмеда Джавада судили ввечері 12 жовтня і на наступний день розстріляли. Його дружину після цього заарештували, як «член сім'ї зрадника Батьківщини» засудили на 8 років, і вона опинилась у таборі в Північному Казахстані. Пізніше вона зазначала, що її чоловіка заарештували за вказівкою М. Д. Багірова.
Дуже коротке життя прожив талановитий поет Мікаїл Мушфіґ (29 років). За спогадами він щиро приймав існуючий лад, а його твір «Сталін», як згадували азербайджанські письменники, «був тоді найсильнішим з усіх віршів, написаних у той час про Сталіна». Згідно з Ярославом Смеляковим, поет став «жертвою наклепницького доносу». Мушфіг на слідстві змушений був сказати, що в школі потрапив під контрреволюційний вплив свого вчителя і дружив з письменниками-націоналістами. Поета засудили й розстріляли 5 січня 1938 року.
У січні 1940 року на підставі показань ряду репресованих було винесено постанову про арешт письменника Юсифа Везірова, відомого під псевдонімом Чеменземінлі. Ще 1937 року Везірова виключено зі Спілки письменників Азербайджану за роман «Студенти», а також звільнено з усіх посад. У зв'язку з цим Везіров змушений був виїхати в Ургенч, де викладав в Учительському інституті. 1940 року в Ургенчі Везірова арештували і доставили в Баку. Його звинуватили в участі у контрреволюційній мусаватистсько-націоналістичній організації і веденні пантюркістської і троцькістської пропаганди і засудили до 8 років ув'язнення у виправно-трудовому таборі. Загинув в ув'язненні у таборі Унжлаг на станції Сухобезводне 3 січня 1943 року.
Письменника і колишнього ректора АДУ Тагі Шахбазі заарештовано в липні 1937 року. Його звинувачено в тому, що «був членом контрреволюційно-націоналістичної організації». 2 січня 1938 року Шахбазі засуджено до вищої міри покарання і того ж дня розстріляно.
В цілому репресій зазнала майже половина тодішнього складу Спілки письменників Азербайджану — 27 її членів, серед яких були також Султан Меджид Ганізаде, Омар Фаїк Неманзаде, Мамед Кязім Алекперлі, Сеїд Гусейн, Амін Абід та ін.
Справа Гусейн Джавіда
Поет Гусейн Джавід вже в перше десятиліття своєї творчості здобув загальне визнання як видатний представник азербайджанського прогресивного романтизму XX століття. Російські вчені Ф. Д. Ашнін, В. М. Алпатов, Д. М. Насилов вважають, що він і є найавторитетнішим із заарештованих у той час азербайджанських письменників. Зауважимо, що газети 1920-х років писали про нього як про «найвідомішого та уславленого поета Кавказу», «наймогутнішого поета в Азербайджані».
Підставою для його арешту стала підтримка контрреволюційних зв'язків з «цілою низкою мусаватистів, з якими веде мусаватські бесіди… Групує навколо себе к.-р. націонал. налаштованих молодих поетів, яких обробляє в мусаватському дусі». Поет винним себе не визнавав; на першому та другому засіданні «трійки» рішення у його справі винести не змогли і його продовжили утримувати в тюрмі. Навесні 1938 року, за нового керівництва НКВС Азербайджану, було складено висновок, згідно з яким Гусейн Джавід звинувачувався викритим за ст. 72 і 73 КК Азербайджанської РСР.
Особлива нарада в Москві, куди відправили справу, не стала її розглядати, а потім і зовсім — її повернули в Баку. Під час повторної перевірки справи в Баку до раніше підтверджених звинувачень додалася ще ст. 68 (шпигунство). Згідно з обвинувальним висновком «встановлено, що Гусейн Джавід довгий час проживав у Туреччині, а потім у Німеччині і, за даними НКВС, Гусейн Джавід призначався для шпигунської роботи». 9 червня 1939 року поета засудили до 8 років таборів, але у вироку обвинувачення в шпигунстві відсутнє. Гусейн Джавід помер 1941 року, згідно з реабілітаційною справою — в Заплазі (поблизу Тайшета).

##### Діячі наук
Репресії в АзФАН у справі про «всесоюзну пантюркістську організацію»
Репресії в Азербайджанській філії Академії наук СРСР (АзФАН РСР) і університеті почалися з арешту Рухулли Ахундова в грудні 1936 року. Вже в січні 1937 року було заарештовано низку вчених Азербайджану: Ханафі Зейналли, Велі Хулуфлу і Б. В. Чобан-заде. Останнього заарештували в кисловодському санаторії і спецконвоєм етапували до Баку. У ніч на 18 березня арештовано історика Газіза Губайдулліна, після чого М. Д. Багіров опублікував у газетах «Бакинський робітник» і «Комуніст» статтю проти нього. У своєму виступі на VI Березневому пленумі ЦК Компартії Азербайджанської РСР, що відбувся 19-20 березня, М. Д. Багіров, говорячи про очолювану Р. Ахундовим націоналістичну роботу на культурному фронті, заявив, що професори Б. Чобан-заде й Г. Губайдуллін є яскравими представниками пантюркізму в Азербайджані. В ніч на 4 червня заарештовано Х.-С. Ходжаєва.

Критик і літературознавець Х. Зейналли доводився близьким другом Р. Ахундову. Перед арештом він був вченим секретарем Інституту мови і літератури АзФАН. Тюрколог В. Хулуфлу був заступником Р. Ахундова; він обіймав також посаду завідувача сектором історії АзФАН. Б. В. Чобан-заде — сходознавець кримськотатарського походження, в 1920-х роках був членом Кримського ЦВК і одним з керівників кримськотатарської партії «Міллі фірка». 1925 року він переїхав до Баку і до початку 1937 року був професором Бакинського університету, співробітником АзФАН СРСР. Професор Г. С. Губайдуллін — перший татарський історик; автор фундаментальних досліджень з історії тюркських народів. Талановитий узбецький тюрколог Х.-С. Ходжаєв працював науковим співробітником сектору історії АзФАН.

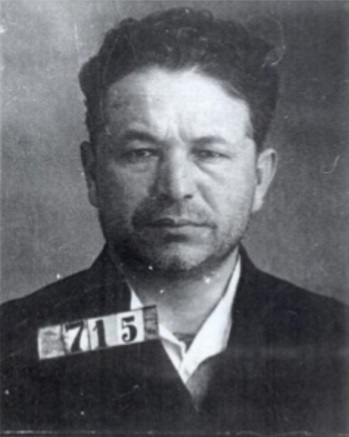
Бекір Чобан-заде
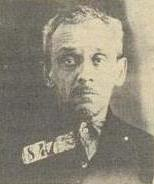
Газіз Губайдуллін (1887-1937)
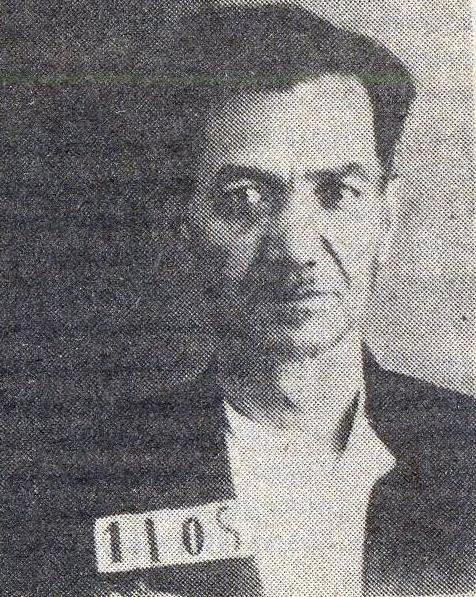
Халід-Саїд Ходжаєв (1893-1937)

(1893-1937)
- Газіз Губайдуллін

(1887-1937)
- Халід-Саїд Ходжаєв

(1893-1937)

На слідстві Б. В. Чобан-заде заявив про існування пантюркістського «Всесоюзного об'єднаного центру», нібито створеного 1934 року. На чолі центру заступник голови Раднаркому РРФСР Т. Р. Рискулов, а серед його членів названі колишній директор Московського інституту сходознавства, професор С. Д. Асфендіаров, голова облвиконкому Карачаєво-Черкесії О. Алієв, дагестанський просвітитель А. Тахо-Годі, Г. С. Губайдуллін, сам Б. В. Чобан-заде та інші. Б. В. Чобан-заде, однак, особисто не знав більшості з перерахованих ним осіб, а з іншими мав зустрічі кілька років тому. У липні він дав покази на провідного тюрколога, академіка А. Самойловича, якого незабаром також арештували. Таким чином, поступово утворилася справа про велику «загальносоюзну, контрреволюційну, повстанську, пантюркістську» організацію.
Г. С. Губайдуллін в обвинувальному висновку постає як «один з ідеологів пантюркізму на території СРСР». Йому інкримінували звинувачення в організації низки «шкідницьких актів на промислах Азербайджану» і шпигунської діяльності (як агента турецької, німецької та японської розвідок). Б. В. Чобан-заде звинувачений за ст. 60, 63, 70 і 73 КК Азербайджанської РСР. Х.-С. Ходжаєв не був віднесений до числа керівників організації, але згідно зі звинуваченням був названий її членом і «старим турецьким розвідником» одночасно.
До складу «трійки», що прибула в Баку, увійшли члени Військової колегії Верховного суду СРСР корвоєнюрист І. О. Матулевич (голова), бригвоєнюрист І. М. Зирянов і Я. К. Жигура, а також четвертий — секретар, військовий юрист 1-го рангу А. Ф. Костюшко. Їх також супроводжував представник Прокуратури СРСР корвоєнюрист Р. С. Розовський. Суд, що проходив з 11 по 13 жовтня, виніс смертний вирок вченим Б. В. Чобан-заде, Г. Губайдулліну, Х. Зейналли, Г. Білендерлі, Б. Тихомирову (ректор Інституту історії партії і декан істфаку АМУ), А. Букшпану, Х.-С. Ходжаєву, Абдулазіз Саламзаде, Б. Гасанбекову, партійним керівникам М. Гусейнову і М. Джуварлінському та іншим. Всіх засуджених за ці дні стратили в останній день суду — 13 жовтня 1937 року.
Інші вчені
Літературознавці письменник Салман Мумтаз і науковий співробітник Інституту мови і літератури АзФАН Алі Назім отримали 10 років таборів. Перший помер 1941 року в Соль-Ілецькій в'язниці, а другий, за одними даними, того ж року
Поета та історика азербайджанської літератури М. Рафілі виключили зі Спілки письменників Азербайджану за те, що «протягував у літ-ру ідеї контрревол. пантюркізму… люто виступав проти азерб. нар. поезії, відстоював формалістичні тенденції». Його звинуватили в участі у Всесоюзному об'єднаному центрі, створеному 1934 року (глава Т. Р. Рискулов), але не пізніше 1939 року звільнили.
В кінці 1937 року заарештували А. Алекперова, одного з перших археологів і етнографів-азербайджанців та засновників археологічної та етнографічної науки в Азербайджані; він завідував сектором археології Азербайджанського державного науково-дослідного інституту і керував відділом історії матеріальної культури Інституту історії, археології і етнографії АзФАН. У свій час академік І. І. Мєщанинов, характеризуючи його, писав, що він «не без підстави вважається одним з кращих знавців краю». А. Алекперов загинув 1938 року в ув'язненні.
Репресіям піддано директора Фундаментальної бібліотеки АМУ Агаміра Мамедова (звинувачений в контрреволюційній діяльності, пантюркізмі, троцькізмі і розстріляний 1938 року).
Доля мовознавців Ідріса Гасанова і Гулама Багірова

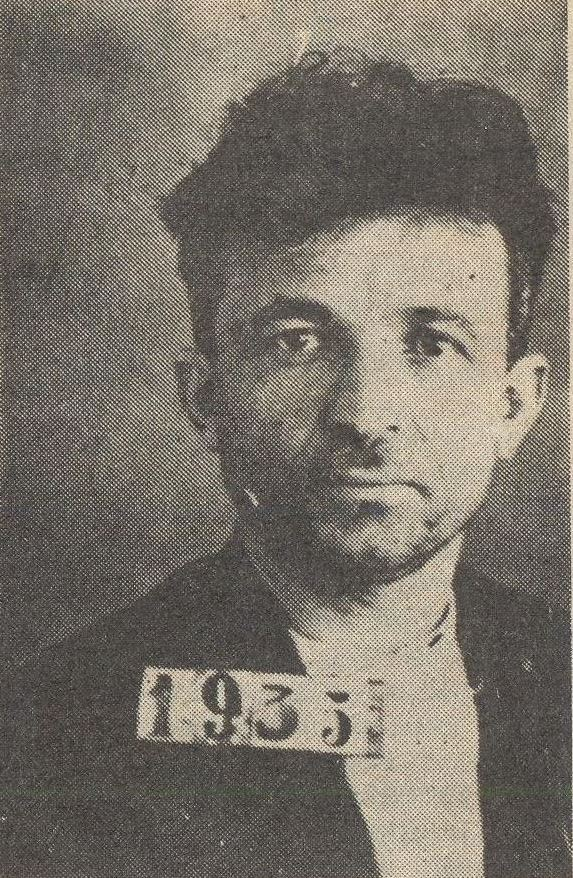
Ідріс Гасанов заарештований у 1938 і 1949 роках

Трагічною виявилася доля мовознавця, кандидата філологічних наук Ідріса Гасанова. Він був професором Азербайджанського педагогічного інституту, АзФАН, де мав конфлікти з колегами. Восени 1937 року І. Гасанов на короткий час став в. о. директора Інституту історії, мови і літератури АзФАН (ІІМЛ).
Підставою для арешту стали свідчення Б. В. Чобан-заде, В. Хулуфлу і завідувача кафедри Азербайджанського педагогічного інституту А. Шаріфова. У відповіді АзФАН на запит НКВС про діяльність В. Гасанова, підписаній директором ІІМЛ А. А. Клімовим та новим керівником відділу мови Кулієвым, говорилося про те, що І. Гасанов «довгий час проводив пантюркістську і шкідницьку роботу в газузі азербайджанської мови» і перераховувалися інші звинувачення.
Ця відповідь в будь-якому випадку додала слідству можливості для звинувачення, але, можливо, тут вплинули погані особисті стосунки, які склалися у вченого з багатьма співробітниками інституту. Особлива нарада 1939 року засудила його на 8 років і він повністю відбув весь цей термін, виживши на Колимі. Але 1948 року вийшла секретна інструкція, підписана Л. П. Берія, про відправку на вічне поселення заарештованих і відбулих термін. І. Гасанова 1949 року знову заарештували і вдруге засудили за звинуваченнями 1939 року. Його засудили до вічного поселення, відправивши в Красноярський край, але подальша доля невідома.

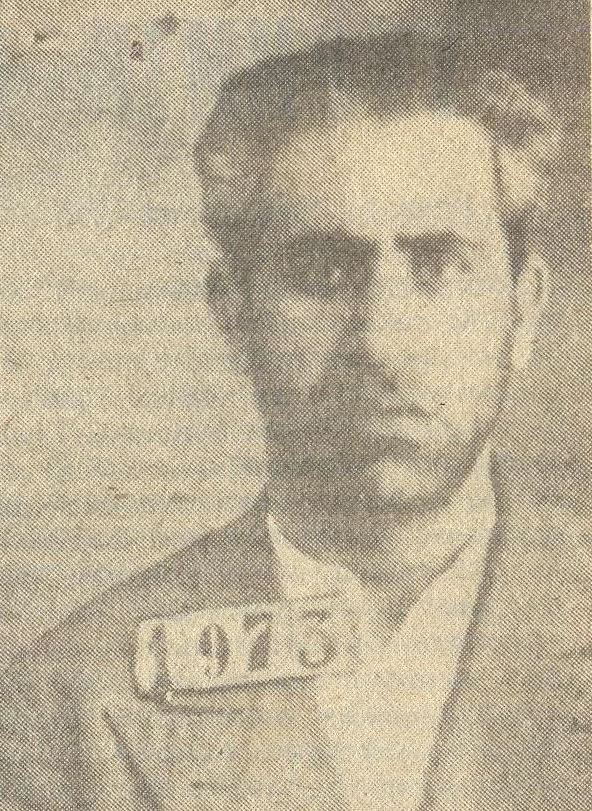
Гулам Багіров. Заарештований у 1938 і 1949 роках. Прижиттєво реабілітований 1956 року.

Схожою була доля мовознавця Гулама Багірова. Він працював завідувачем секторау мови АзФАН, а потім — заступником директора Інституту мови і літератури АзФАН, яким тоді був А. Р. Зіфельд-Сімумягі. Г. Багіров був з Б. В. Чобан-заде в одній палаті в Кисловодську, коли того заарештували. По поверненню в Азербайджан його звільнили з інституту і виключили з кандидатів у члени партії. 4 квітня 1938 року його заарештували. На допиті Г. Багіров показав, що у вересні 1936 року його «завербував» Велі Хулуфлу, хоча сам В. Хулуфлу не давав свідчень на нього.
Засуджений 1939 року до восьми років таборів, Г. Багіров також вижив на Колимі і 1949 року його знову заарештували. Як і у випадку з І. Гасановим, йому пред'явили старі звинувачення, але «даних про антирадянські прояви з боку Багірова після повернення до Азербайджанської РСР не здобуто». Особлива нарада винесла 1949 року постанову про вічне поселення. На відміну від І. Гасанова, Г. Багірова заслали в Джамбульську область Казахстану і він знову вижив. Звільнившись 1954 року, він повернувся до Азербайджану. В квітні 1956 року його реабілітували за звинуваченнями 1939 та 1949 років.

##### Діячі мистецтв
17 березня 1938 року за звинуваченням в участі в контрреволюційній мусаватській організації заарештована піаністка, творець Бакинської східної консерваторії Хадіджа Гаїбова (разом з нею як «ворог народу» заарештований також її чоловік Рашид Гаїбов). Приводом для арешту Гаїбової послужили отримані під тортурами свідчення А. Фараджзаде. В будинку музиканта, як у роки Азербайджанської демократичної республіки (АДР), так і в радянські роки, збиралися іноземні гості, турецькі офіцери, серед яких Буніятзаде і Кепрюлюзаде. 1937 року ці музичні вечори стали згадуватися в політичному контексті. Крім цього брат першого чоловіка Гаїбової був секретарем у представництві АДР в Стамбулі. Хадіджу Гаїбову засуджено до смертної кари і розстріляно в жовтні 1938 року. Реабілітовано лише 1957 року.
Серед репресованих діячів мистецтва був керівник музичного відділення Бакинського російського робітничого театру Сергій Георгійович Панієв. За свої жарти і анекдоти стосовно Сталіна, Панієва заарештували і звинуватили в контрреволюційній діяльності. У довідці про арешт стверджувалося, що Панієв періодично висловлював антирадянські контрреволюційні думки, у липні 1936 року в їдальні готелю «Нова Європа» дав буфетчику гроші, сказавши «прийди і убий Сталіна» (жарт розцінено як терористичне ставлення до тов. Сталіна). У довідці також зазначалося, що контрреволюційна діяльність Панієва негативно впливає на інших акторів театру. За кілька днів до арешту Панієва виключили зі Спілки композиторів Азербайджану і відсторонили від роботи в театрі. У свідченнях одного зі свідків говорилося, що одного разу Панієв, незадоволений смаком супу, сказав, що він «приготований за програмою партії». Крім цього Панієва звинуватили в «російському шовінізмі», на доказ чого наводилися його «далекі від етики висловлювання на адресу акторів Фатми Гадрі і Ульві Раджаба». У підсумку Сергія Панієва засуджено до 6 років тюремного ув'язнення і реабілітовано лише 1989 року.
Жертвами репресій ставали також актори. Так, 1937 року як «ворога народу» заарештовано, а пізніше за сфабрикованою справою розстріляно актора, заслуженого артиста Азербайджанської РСР Ульві Раджаба.

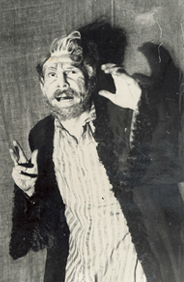
Аббас-Мірза Шаріфзаде в ролі Князя в Князь (п'єса) Гусейна Джавіда. Шаріфзаде пізніше звинувачували, серед іншого, і в пропаганді творчості вже репресованого поета, чиїм другом він був

В грудні 1937 року заарештовано актора Азербайджанського драматичного театру і головного режисера Театру опери та балету, народного артиста Азербайджану Аббас-Мірзу Шаріфзаде. Конфісковані в нього записи арабським шрифтом пізніше були занесені до тек як «компромат» і «речдок», що свідчать, на думку співробітників НКВС, про його злочинні зв'язки з іранської розвідкою. На актора складено сфабриковану слідчу справу № 22134. Шаріфзаде звинувачували в шпигунстві на користь Ірану. Як доказ наводилися його часті візити до перського консульства в Гянджі 1932 року. Насправді ж це були дружні зустрічі, організовані самим консулом, який був шанувальником азербайджанського театру і любив вечори в компанії акторів. Іншим серйозним приводом до арешту була політична діяльність рідного брата Шарифзаде Гулам-Мірзи Шарифзаде, чиновника незалежної Азербайджанської Демократичної Республіки 1918—1920 років, який жив на той час в еміграції. Шаріфзаде також звинувачували в пропаганді творчості репресованих поетів — Мікаїла Мушфіга і Гусейна Джавіда. Згідно зі слідчою справою, в катівнях НКВС Шаріфзаде виявився тільки за те, що мав близькі зв'язки з Гусейном Джавідом і Ульві Раджабом, яких помилково звинуватили в буржуазному націоналізмі, а також за те, що мав контакти з Рухуллою Ахундовим, «викритим» керівником підпільної контрреволюційної організації. У жовтні 1938 року «трійка» НКВС Азербайджанської РСР засудила Аббаса Мірзу Шаріфзаде до страти «за шпигунську діяльність». У листопаді 1938 року Шарифзаде розстріляний в підвалах НКВС.
Арештовано також акторку Азербайджанського драматичного театру Панфілію Танаїліді. Її звинувачували в шпигунстві на користь Ірану і антирадянській пропаганді. П. Танаїліді гастролювала в Ірані. Проти неї використали похвали щодо іранських сигарет і зустріч зі старою знайомою громадянкою Ірану. Так, коли колишня актриса бакинських театрів Говхар Газієва приїхала з Ірану до Баку, то подарувала своїй старій подрузі й колезі Танаїліді іранські сигарети, які Танаїліді похвалила, зауваживши, що «наші сигарети — сміття». Одним з основних звинувачень слідства була саме ця зустріч актриси з громадянкою Ірану Газієвою «з метою шпигунства», а також дружба з заарештованим як ворог народу публіцистом Ахмедом Триничем, що повісився у камері. На 15-хвилинному судовому засіданні Танаїліді засуджено до розстрілу. Вирок був виконано в жовтні 1938 року. Танаїліді до кінця відмовлялася визнавати себе винною. Реабілітовано її лише 1957 року.

### Закінчення Великого терору
Репресії тривали переважно до листопада 1938 року. 31 січня 1938 року політбюро ЦК ВКП(б) ухвалило рішення «Про антирадянські елементи», відповідно до якого з Азербайджанської РСР 2000 осіб підлягали засудженню до вищої міри покарання. За весь 1938 рік розглянуто справи не менше ніж 10000 осіб. Засуджували як за політичні і кримінальні злочини, так і за антирадянську агітацію, за умисел на терор, за шпигунство, за шкідництво. «Трійка» розглянула справи щодо 7241 особи, 5061 з яких звинувачували в політичних злочинах, а 2180 — у кримінальних. Тільки за антирадянську агітацію 1108 чоловік засуджено до розстрілу. Крім «трійок» людей засуджували і виїзні сесії Військової колегії, військові трибунали і звичайні судові засідання.
Після того, як 17 січня 1938 року Й. В. Сталін написав М. І. Єжову про необхідність посилити переслідування колишніх есерів, реакція не змусила себе чекати. Й. В. Сталін, зокрема, писав: «Повідомляю для орієнтування, що в свій час есери були дуже сильні в Саратові, в Тамбові, в Україні, в армії (комсклад), в Ташкенті і взагалі в Середній Азії, на бакинських електростанціях, де вони і тепер сидять і шкодять нафтопромисловості». На бакинських електростанціях пройшли масові арешти, але особливо широкого розмаху вони набули на електростанції «Червона Зірка».
Долю великої групи заарештованих вирішено в 1939—1940 роках Особливою нарадою НКВС СРСР. В більшості випадків їх засуджено не до розстрілу, а до по суті безстрокового перебування в ув'язненні, багато з них не дожили до реабілітації в 1954—1956 рр.

### Число жертв
Загальне число жертв Великого терору (єжовщини) в Азербайджані невідоме. В різній літературі наводилися різні цифри без зазначення джерел інформації.
Так, згідно з Великою російською енциклопедією за час репресій 1937—1938 років в Азербайджані загинуло близько 70 тисяч осіб. Польський історик Т. Свєтоховський писав, що внаслідок чисток, здійснюваних Багіровим, до 1940 року загинули близько 70 тисяч азербайджанців. За іншими оцінками жертвами масових репресій в Азербайджані 1937—1938 років стали близько 80-100 тисяч чоловік. А. Г. Уралов (Авторханов) оцінює кількість жертв репресій в Азербайджані в 1937—1938 років у 120 тис. чоловік. А. Юнусов, вказуючи кількість жертв репресій періоду Великого терору 120 тисяч осіб, підкреслює, що при населенні Азербайджану 3,2 млн осіб (перепис 1939 року) це величезна цифра.
За наведеними О. Б. Мозохіним статистичними даними, які спиралися на матеріали статистики Центрального архіву ФСБ Росії та секретного діловодства, а також узагальнені звіти органів держбезпеки, в 1937—1938 роках число арештів по лінії держбезпеки не досягало і 30 тисяч чоловік. Так, 1937 року в Азербайджанській РСР заарештовано 10,671 особу, а 1938 року — 15,678.

### Роль доносів
Доноси в Азербайджані набули широкого розмаху. При цьому багато доносчиків керувалися почуттям помсти і зганьбленої честі. Так, вірменський робітник написав у ЦК на секретаря і завідувача оргвідділом райкому промислового району Баку, що ті є куркулями і вірменськими націоналістами, які заважають молоді вступати в партію. Потім з'ясувалося, що звинувачені незадовго до цього відхилили заяву цього донощика про його вступ до партії.
На адресу ЦК і БК КП(б) Азербайджанської РСР, а також інших партійних організацій надходило безліч заяв на членів партії. У Баїлово-Бібі-Ейбатському районі Баку практично не залишилося жодного комуніста, господарського або партійного працівника, проти якого б не надійшла заява. За інформацією «Бакинського робочого» за січень 1938 року таких заяв у райкомі накопичилося до 600.
Протягом 1937 року в Астаринському районі писар сільради обмовив як ворогів народу 146 чоловік. Якийсь Мехтієв звинуватив у зв'язках з ворогами народу секретаря Ленкоранського райкому партії, низку суддів Верховного суду та секретаря ЦК. М. Д. Багіров, який розглянув листи Мехтієва, розпорядився заарештувати обмовлених, не перевіривши при цьому правдивості звинувачень. Влітку-восени 1937 року в селі Ленінабад Шемахінського району за однією справою заарештували 41 особу. Підставою послужили доноси двох секретних співробітників НКВС, які зробили це за дорученням начальника районного відділу НКВС Шабанбекова, який виконував завдання наркома внутрішніх справ Ю. Д. Сумбатова-Топурідзе організувати велику справу.
Часом за грати потрапляли не тільки ті, на кого доносили, але й самі донощики. Пропагандист партійного комітету Бакинського порту Хаді Азізов, бувши делегатом Ворошиловської районної партійної конференції, виступив на ній з критикою начальника політвідділу Каспійського пароплавства Гасана Рахманова, а також висловив серйозні претензії політичного характеру другому секретарю ЦК Компартії Азербайджанської РСР Атанесу Акопову і главі уряду Усейну Рахманову. М. Д. Багіров у свою чергу захистив Г. Рахманова і А. Акопова, доручивши партійним органам обговорити поведінку Х. Азізова. Останнього невдовзі виключили з партії і заарештували в серпні 1937 року за звинуваченням у контрреволюційній діяльності. Проте, А. Акопов і брати Рахманови пізніше також будуть заарештовані.
Ще одна історія, це історія онука бакинського мільйонера Г. З. Тагієва — Зейнала Тагієва. До 1937 року він був експертом Торгової палати. В Баку мав славу секретного агента ОДПУ-НКВС. Дружина інженера А. Ахундова, який, між іншим, отримав освіту за допомоги його діда нафтопромисловця Г. З. Тагієва, писала, що на її чоловіка «звів наклеп провокатор Зейнал Тагієв», тоді як Т. М. Борщов показав, що «Тагієв був агентом». У реабілітаційному висновку за справою інженера А. Ахундова, говорилося, що Зейнал Тагієв «бувши секретним співробітником Аз. НКВС, був „штатним свідком“ і, роз'їжджаючи по судах аж до 1940 р., давав вигадані свідчення на десятки чесних людей». Зейнала Тагієва заарештували в жовтні 1937 року, засудили і в червні 1940 року розстріляли.
Були й ті, хто всупереч заяві на свою адресу зміг пережити Великий терор. Так, у жовтні 1937 року, на майбутнього керівника Азербайджанської РСР І. Мустафаєва в комісію з обстеження АСХІ надійшла заява від секретаря парткому С. Рагімова, згідно з якою І. Мустафаєв «1928 року перебував у якійсь контрреволюційній організації вчителів». Однак перевірки виявилися безрезультатними.

## Репресії щодо етнічних меншин та іноземців

### Репресії 1930-х років серед німецького населення
У німецьких поселеннях Азербайджану посилені заходи проти куркульства стали проводитися в середині 30-х років. Одним із заходів з цього питання стало рішення Бюро ЦК АКП(б) від 20 листопада 1934 року, в якому вимагалося "від німецького населення повного припинення зв'язків із закордоном, буржуазно-фашистськими організаціями, отримання грошей, посилок тощо; запропонувати районним партійним і радянським організаціям провести очистку колгоспів з німецьким населенням від куркульських, антирадянських, чужих і ворожих елементів; визнати за необхідне висилку в адміністративному порядку 87 сімей куркулів, злісних антирадянських елементів, у минулому власників великих капіталістичних господарств і втікачів куркулів з інших німецьких районів СРСР ". У другій половині 30-х років, коли репресії набули масового характеру, арешти і репресії щодо німців посилилися. Так, тільки за 1935 рік в Азербайджанській РСР репресовано 381 особу, більшість з яких розкуркулено або заарештовано у справі «Конкордії», створеного в Єленендорфі сільськогосподарського товариства.

### Іранські піддані
В записці Й. В. Сталіна наркому внутрішніх справ СРСР М. В. Єжову від 17 січня 1938 року є питання: «Що зроблено з виявлення та арешту всіх іранців у Баку в Азербайджані?». Через два дні, 19 січня, Політбюро ЦК ВКП(б) ухвалило спеціальну постанову, в якій сказано:
|  | Запропонувати ЦК КП(б) і РНК Азербайджану негайно довести до відома всіх громадян прикордонних з Іраном районів про оформлення радянського громадянства протягом 10 днів в тому випадку, якщо ці громадяни вважають себе підданими Ірану. Всіх тих громадян іранців, які оформлять радянське підданство, переселити в місячний термін до Казахстану, за прикладом переселення курдів з Нахічеванської республіки. Всі ті громадяни, які відмовляться від переходу в радянське підданство і виявлять бажання залишитися підданими Ірану, підлягають негайному виселенню в Іран і в разі відмови - арешту.Оригінальний текст (рос.) Предложить ЦК КП(б) и СНК Азербайджана немедля поставить в известность всех граждан пограничных с Ираном районов об оформлении советского гражданства в течение 10 дней в том случае, если эти граждане считают себя подданными Ирана. Всех тех граждан иранцев, которые оформят советское подданство, переселить в месячный срок в Казахстан, по примеру переселения курдов из Нахичеванской республики. Все те граждане, которые откажутся от перехода в советское подданство и пожелают остаться подданными Ирана, подлежат немедленному выселению в Иран и в случае отказа — аресту. |

### Депортація німців з Азербайджану
Від 1941 року, з початком німецько-радянської війни, примусово виселено з місць проживання та переселено у віддалені регіони СРСР німців, що проживали в Азербайджанській РСР, яких радянське керівництво вважалио внутрішньої «п'ятою колоною», тому процес депортації проводився в цілях знищення і викорінення «диверсантів і шпигунів, які співпрацювали з німецькими фашистами». За даними перепису 17 січня 1939 року в Азербайджанській РСР проживало 23,133 німців. 8 жовтня 1941 року Державний комітет оборони прийняв постанову № 744сс «Про переселення німців з Грузинської, Азербайджанської та Вірменської РСР», який проголошував: «переселити німецьке населення… з Азербайджанської РСР — 22741 чол.» Всі заходи з переселення німців мали бути проведені від 15 до 30 жовтня 1941 року. 11 жовтня цього року нарком внутрішніх справ СРСР дав наказ за № 001487 «Про заходи з переселення німців з Грузинської, Азербайджанської та Вірменської РСР», що містив детальну Інструкцію щодо переселення.
18 жовтня німецьке населення Азербайджану на вантажівках доставили на вокзал, де всіх групами завантажили в потяг, який 25 числа прибув до Баку, а звідти на пароплаві людей доставили 27 жовтня в Красноводськ, де по черзі повантажили в ешелони, які прямували в Казахстан. Незважаючи на те, що переселенцям у дорозі 2 рази на добу давали їжу, а на кожен ешелон були виділені лікар і 2 медсестри, через важкі умови, нестачу їжі, медикаментів і холод багато німецьких переселенців, переважно люди похилого віку і діти, в дорозі хворіли і гинули.

### Інші депортації
29 травня 1949 року Рада міністрів СРСР прийняла постанову «Про виселення з Азербайджанської, Вірменської, Грузинської РСР і Чорноморського узбережжя на спецпоселення у віддалені райони країни за рішенням Особливих нарад грецьких, іранських і турецьких підданих, які не мають громадянства, та колишніх підданих цих держав, прийнятих у радянське громадянство». На підставі цієї постанови до Сибіру і Казахстану заслано близько 37 тисяч греків, курдів, ассирійців, більше 10 тисяч з яких вже мали громадянство СРСР. Ассирійців, що жили в Азербайджані в містах Агстафа, Ханлар і Шамкір, вислано в Томську область. В міську в'язницю Томська вивантажено 4663 осіб з 4 ешелонів, які прибули в місто протягом 27, 29 і 30 червня 1949 року. Сформований у червні 1949 року в Кіровабаді потяг був останнім. У ньому до Томська доставлено 1705 осіб, серед яких 200 дітей до 3-х років.

## Катування
В період сталінських репресій масово застосовувалися поиття ув'язнених для отримаання неправдивих показань і «зізнань». Тортури фактично були узаконені. Являє інтерес шифротелеграма, підписана Й. В. Сталіним 10 січня 1939 року і адресована секретарям обкомів, крайкомів, ЦК національних Компартій, наркомам внутрішніх справ, начальникам УНКВС. В ній сказано:
|  | ЦК ВКП стало відомо, що секретарі обкомів-крайкомів, перевіряючи працівників УНКВС, звинувачують їх у застосуванні фізичного впливу до арештованих як у чомусь злочинному. ЦК ВКП роз'яснює, що застосування фізичного впливу в практиці НКВС допущено з 1937 року з дозволу ЦК ВКП. При цьому було зазначено, що фізичний вплив допускається як виняток, і до того ж відносно лише таких явних ворогів народу, які, використовуючи гуманний метод допиту, нахабно відмовляються видати змовників, місяцями не дають свідчень, намагаються загальмувати викриття змовників, що залишилися на волі — отже, продовжують боротьбу з Радянською владою також і в тюрмі. Досвід показав, що така установка дала свої результати, набагато прискоривши справу викриття ворогів народу. Правда, згодом на практиці метод фізичного впливу був загиджений мерзотниками Заковським, Литвином, Успенським та іншими, бо вони перетворили його з винятку на правило і стали застосовувати його до випадково заарештованих чесних людей, за що їх належно покарано. Але це анітрохи не ганьбить самого методу, оскільки він правильно застосовується на практиці. Відомо, що всі буржуазні розвідки застосовують фізичний вплив стосовно представників соціалістичного пролетаріату і до того ж застосовують його в найпотворніших формах. Питається, чому соціалістична розвідка повинна бути більш гуманною щодо затятих агентів буржуазії, заклятих ворогів робітничого класу і колгоспників. ЦК ВКП вважає, що метод фізичного впливу повинен обов'язково застосовуватися і надалі, як виняток, стосовно явних ворогів народу, що не роззброюються, як абсолютно правильний і доцільний метод. ЦК ВКП вимагає від секретарів обкомів, крайкомів, ЦК нацкомпартій, щоб вони під час перевірки працівників НКВС керувалися цим роз'ясненням.Оригінальний текст (рос.) ЦК ВКП стало известно, что секретари обкомов — крайкомов, проверяя работников УНКВД, ставят им в вину применение физического воздействия к арестованным как нечто преступное. ЦК ВКП разъясняет, что применение физического воздействия в практике НКВД было допущено с 1937 года с разрешения ЦК ВКП. При этом было указано, что физическое воздействие допускается как исключение, и притом в отношении лишь таких явных врагов народа, которые, используя гуманный метод допроса, нагло отказываются выдать заговорщиков, месяцами не дают показаний, стараются затормозить разоблачение оставшихся на воле заговорщиков, — следовательно, продолжают борьбу с Советской властью также и в тюрьме. Опыт показал, что такая установка дала свои результаты, намного ускорив дело разоблачения врагов народа. Правда, впоследствии на практике метод физического воздействия был загажен мерзавцами Заковским, Литвиным, Успенским и другими, ибо они превратили его из исключения в правило и стали применять его к случайно арестованным честным людям, за что они понесли должную кару. Но этим нисколько не опорочивается сам метод, поскольку он правильно применяется на практике. Известно, что все буржуазные разведки применяют физическое воздействие в отношении представителей социалистического пролетариата и притом применяют его в самых безобразных формах. Спрашивается, почему социалистическая разведка должна быть более гуманной в отношении заядлых агентов буржуазии, заклятых врагов рабочего класса и колхозников. ЦК ВКП считает, что метод физического воздействия должен обязательно применяться и впредь в виде исключения в отношении явных и неразоружающихся врагов народа, как совершенно правильный и целесообразный метод. ЦК ВКП требует от секретарей обкомов, крайкомов, ЦК нацкомпартии, чтобы они при проверке работников НКВД руководствовались настоящим разъяснением |

Про жорстокість, з якою відбувалися масові побиття в катівнях азербайджанського НКВС, зібрано багато відомостей. Колишній працівник НКВС Азербайджану Шнейдер у своїх показаннях повідомив:
|  | Багіров особисто давав вказівки працівникам апарату НКВС застосовувати заходи фізичного впливу стосовно всіх заарештованих. Я два рази чув, як Багіров давав такі вказівки під час засідань трійки. Разом з тим Багіров вимагав, щоб засуджених трійкою до розстрілу жорстоко били з метою отримання від них показань на інших осіб. У моїй присутності Багіров давав вказівки бити засуджених до розстрілу до такої міри, щоб вони не могли йти до місця страти, щоб їх несли до цього місця…Оригінальний текст (рос.) Багиров лично давал указания работникам аппарата НКВД применять меры физического воздействия по отношению ко всем арестованным. Я два раза слышал, как Багиров давал такие указания во время заседаний тройки. Вместе с тем Багиров требовал, чтобы приговорённые тройкой к расстрелу подвергались жестоким избиениям с целью получения от них показаний на других лиц. В моём присутствии Багиров давал указания бить приговорённых к расстрелу до такой степени, чтобы они не могли идти к месту казни, чтобы их несли к этому месту... |

Інший співробітник НКВС Павло Хентов, під час допиту показав: «У разі, якщо заарештовані змінювали свої свідчення або зовсім відмовлялися від свідчень, посилаючись на те, що їх били, Багіров говорив: „Значить, мало били“». З розповіді колишнього начальника секретаріату НКВС Азербайджанської РСР Рибака М. Д. Багіров разом з наркомом НКВД Ю. Д. Сумбатовим-Топурідзе і начальником СПО Л. Цінманом брав участь у допитах екс-голови РНК Азербайджану У. Рахманова та секретарів Бакинського комітету партії Сефа і А. Гіндіна. Як показав Рибак: «Під час таких допитів зазвичай з кабінету чулися крики заарештованих, а потім заарештовані вже з кабінету самі не могли йти, їх вели під руки…».
Колишні чекісти надали багато інформації про те, як відбувалися побиття ув'язнених. За свідченням наглядача Бакинської в'язниці А. М. Тагієва: «Перед тим як заарештованих вивозили на розстріл, їх дуже часто били. У таких випадках заарештованих били в спеціальних приміщеннях, де вони чекали, поки їх повезуть на розстріл». Колишній оперуповноважений А. С. Агавелов розповів, що «побиття заарештованих носило масовий характер. Допитували і били заарештованих, як правило, ночами. Для побиття заарештованих застосовували спеціальні гумові кийки… Сумбатов допитував дуже багатьох заарештованих. Серед співробітників були розмови, що він сам дуже сильно бив заарештованих». За розповіддю слідчого П. Хентова «1937 року на підставі недостовірних свідчень заарештовано колишнього працівника НКВС Олега Павлова. Його так жорстоко побили, що від нього відвалювалися шматки м'якої тканини».
Заступник начальника Бакинської в'язниці Г. Г. Саркісов стосовно 1937 року сказав, що
|  | в той період у кабінетах будівлі АзНКВС стояло суцільне виття від криків, плачу заарештованих, яких били. З 22.00 і до ранку в будівлю АзНКВС нікого не впускали і нікого з будівлі не випускали. В цей час Сумбатов робив обхід кабінетів слідчих... Я пам'ятаю такий факт. 1937 р Гвоздьов бив колишнього секретаря Бакинського міськвиконкому. Я був присутній при цьому. В кабінет до Гвоздьова увійшов Сумбатов і сказав: "Бий як слід!". У моїй присутності тут же Сумбатов вдарив по обличчю цього арештованого, а потім коліном - по статевих органах. Заарештований впав і знепритомнів. Сумбатов вийшов після цього з кабінету.Оригінальний текст (рос.) в тот период в кабинетах здания АзНКВД стоял сплошной вой от криков, плача избиваемых арестованных. С 22.00 и до утра в здание АзНКВД никого не впускали и никого из здания не выпускали. В это время Сумбатов делал обход кабинетов следователей... Я помню такой факт. В 1937 г. Гвоздев избивал бывшего секретаря Бакинского горисполкома. Я присутствовал при этом. В кабинет к Гвоздеву вошёл Сумбатов и сказал: "Бей как следует!". В моём присутствии здесь же Сумбатов ударил по лицу этого арестованного, а потом коленом — по половым органам. Арестованный упал и потерял сознание. Сумбатов вышел после этого из кабинета. |

Жорстокого поводження зазнав видатний державний діяч Султан Меджид Ефендієв. Так, за свідченням тюремного наглядача Возничука його «били так сильно, що після допитів він міг тільки лежати…». За свідченнями Х. П. Халдибанова, він бачив як С. М. Ефендієва допитували і били співробітники НКВС Азербайджанської РСР Л. Цінман і Н. Мусатов, «причому Цінман ображав Ефендієва, презирливо називав його президентом». За твердженням інших свідків, коли С. М. Ефендієв поскаржився на дії слідчих, Л. Цінман наніс йому удар кулаком в обличчя і вийшов, після чого слідчі продовжили побиття.
В записці генерального прокурора СРСР Р. А. Руденка Президії ЦК КПРС від 1954 року зазначається: «Багіров у період 1937—1938 рр. по суті керував чекістськими органами, використовуючи їх для масового побиття заарештованих з метою фальсифікації кримінальних справ, розправи з неугодними людьми і знищення чесних партійно-радянських кадрів».

## Переслідування і доля близьких «ворогів народу»
Не уникнули репресій родичі засуджених і «класових ворогів». 16 березня 1937 року до смертної кари засуджено 18-річного сина Мамеда Еміна Расулзаде, лідера партії «Мусават». Постраждали багато близьких родичів видатного державного діячі Радянського Азербайджану Газанфара Мусабекова. Його сестру Айну і зятя Гаміда Султанових, як відомо, розстріляли. В катівнях органів держбезпеки також опинилися брат Музаффар Мусабеков та інші родичі: брати Мамедалі і Юсіф Ефендієви, їх батько Агасі Ефендієв і брат останнього Мамед Гасан.
Не уникла арешту дружина поета Мікаїла Мушфіга, але у в'язниці вона захворіла і її відправили до психіатричної лікарнію. Дружина татарського історика Г. С. Губайдуліна відбула п'ять років таборів, а дружину сходознавця Б. В. Чобан-заде, артистку Р. Г. Абдуліну засудили до 8 років таборів.
Сітара Караєва, дружина колишнього секретаря низки райкомів партії Асада Караєва, засуджена і загинула в таборі. Їхніх неповнолітніх дітей виселили з квартири, а одну з дочок виключили з партії. Заслали в Казахстан дружину Султана Султанова, брата державного і політичного діяча мусаватського Азербайджану Хосров-бека Султанова, хоча вона розлучилася зі своїм чоловіком ще 1922 року.
Поряд з іншими сім'ями державних і партійних діячів, репресовано родичів братів Рахманових (першого секретаря Нахічеванського обкому Компратії(б) Азербайджану Гасана Рахманова і голови РНК Азербайджанської РСР Гусейна Рахманова). Репресій зазнали 17 осіб з родини Рахманових. Сім'ю Гасана Рахманова, зокрема його восьмрічну дочку, майбутнього медика Азу Рахманову, заслали в Алтайський край на рудник Синташ, а потім під Семипалатинськ (Казахстан). Про те, з чим зіткнулися родичі «ворогів народу», Аза Рахманова писала:
|  | 1937 року, коли посадили батька і дядька Гусейна, в нашу квартиру підселили інших мешканців. Нам залишили дві маленьких кімнати, а господинею всієї квартири стала голова колгоспу Басті Вагірова. Вона очолювала передовий колгосп, мала орден Леніна (мій дядько теж був орденоносцем, але це його не врятувало) і, мабуть, вважала, що має право принижувати постраждалих від репресій, навіть якщо це діти. Вона штовхала нас з Томою ногами і шипіла азербайджанською: «У, гаденята, вороги народу!» Та й вся ситуація тоді змінилася: якщо раніше в нашому домі було повно гостей, то тепер ніхто до нас не приходив, колишні друзі явно уникали спілкуватися з нашою родиною. Я чудово пам'ятаю, як ми йшли по вулиці, а наші знайомі переходили на інший бік, щоб не зустрітися і не привітатися з нами. Ситуація ускладнилася 1938 року, коли мого дядька Гусейна Рахманова розстріляли як «ворога народу». Це запало в мою душу назавжди - відчуття знедоленої людини і відчуття себе людиною нижчого сорту, ізгоєм. Тих людей легко зрозуміти: вони переставали спілкуватися з родичами засуджених «ворогів народу» з почуття самозбереження.Оригінальний текст (рос.) В 1937 году, когда посадили отца и дядю Гусейна, в нашу квартиру подселили других жильцов. Нам оставили две маленьких комнаты, а хозяйкой всей квартиры стала председатель колхоза Басти Вагирова. Она возглавляла передовой колхоз, имела орден Ленина (мой дядя тоже ведь был орденоносцем, но это его не спасло) и, видимо, считала, что имеет право унижать пострадавших от репрессий, даже если это дети. Она пинала нас с Томой ногами и шипела по-азербайджански: «У, гаденыши, враги народа!» Да и вся ситуация тогда изменилась: если раньше в нашем доме было полно гостей, то теперь никто к нам не приходил, бывшие друзья явно избегали общаться с нашей семьёй. Я прекрасно помню, как мы шли по улице, а наши знакомые переходили на другую сторону, чтобы не встретиться и не поздороваться с нами. Ситуация усугубилась в 1938 году, когда мой дядя Гусейн Рахманов был расстрелян как «враг народа». Это запало в мою душу навсегда — чувство отверженности и ощущения себя человеком низшего сорта, изгоем. Тех людей легко понять: они переставали общаться с родственниками осуждённых «врагов народа» из чувства самосохранения. |

Клеймо «дітей ворогів народу» носили також діти заарештованого у вересні 1937 року першого секретаря Лачинського райкому Теймура Салахова. Його син, згодом відомий художник Таїр Салахов, не зміг через це вступити до ленінградського Рєпінського інституту, пори відмінні оцінки.

## Репресії і релігія
Наступ на релігію, особливо на іслам, в Азербайджані, що мав тісні зв'язки з процесами, що відбувалися в Туреччині, відбувся значно раніше. Так, 1923 року урядом розпочав кампанію щодо заборони обрядів мухаррамлик і «шахсей-вахсей», а 1924 року було створено товариство «Безбожник». Повномасштабний же наступ на іслам почався 1929 року. Так, якщо 1917 року на території Азербайджану було 3 тисячі мечетей, то до початку 1927 року їх залишилось близько 1700, з яких 120 розташовувалися в Баку і біля нього. Офіційний етап боротьби з релігією почався наприкінці 1928 року. У грудні цього року ЦК КП Азербайджану ухвалив рішення про передачу багатьох мечетей, церков і синагог під клуби та на інші просвітницькі цілі.

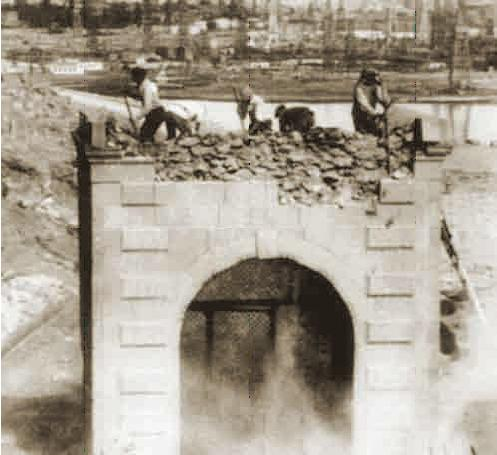
Руйнування Мечеть Бібі-Ейбат, що відносилася до XIII століття. 1936 рік

У роки сталінських репресій влади, посилаючись на нібито вимоги народу, стали масово закривати мечеті. Ряд партійних та урядових службовців звинувачували у відвідуванні п'ятничних служб у мечетях і навіть у тому, що ті виконували обов'язки мулл. У розпал репресій підставою для арешту могло стати навіть «недостатнє завзяття в боротьбі проти релігії». За Сталіна всі збережені мечеті міста Баку, крім двох, були закриті.
За наказом з Москви, тільки 1929 року в Азербайджані одночасно було закрито або переобладнано під клуби близько 400 мечетей, а до 1933 році в республіці залишилося всього 17 мечетей. І якщо через невдоволення населення влада змушена були призупинити антирелігійну кампанію, то з 1937 року терор і «боротьба проти релігійних пережитків» набули нової сили. Значну частину репресованих у 1937—1938 рр. поряд з інтелігенцією становили представники освіченої частини духовенства. У 30-х роках знесено такі культові споруди, як мечеть Бібі-Ейбат, вірменська церква Святого Тадея і Варфоломія, собор Олександра Невського, польський католицький костел.
Хоча основною метою сталінських репресій було викорінення національного ісламу, починаючи з середини 1930-х років жертвам репресій почали висувати звинувачення в панісламізмі та служінні іноземним державам. Представники духовенства стали являти меншу небезпеку для влади, оскільки були залякані і набули репутації «інформаторів КДБ», що утримувало віруючих від відвідування небагатьох збережених мечетей.
Іслам зазнав величезної втрати від репресій. Ритуалів ісламу публічно вже ніхто не дотримувався. Передавати молодому поколінню знання про основи ісламу було дуже ризиковано. В цей період стала поширюватися такія, дозволене Кораном приховування віри і навіть відступництво від неї у разі примусу або погрози. Багато жителів Азербайджану демонстрували акти послуху, стаючи членами Товариства безбожників, чисельність якого за один рік зросла від 3000 членів до 71 000.
Внаслідок репресій, до кінця 30-х років нанесено удар не тільки по традиційних напрямках в ісламі, але практично були ліквідовані численні тарикати і громади (наприклад, накшбандійя, алиилахи і бахаїзм).

## Табори ГУЛагу в Азербайджані

Табори ГУЛАГу, розташовані в Азербайджані

На виконання постанови РНК СРСР «Положення про виправно-трудові табори» від 7 квітня 1930 року вийшов наказ ОДПУ № 130/63 від 25 квітня про організацію Управління виправно-трудових таборів ОДПУ (УЛаг ОДПУ), що 1 жовтня було перетворене на Головне Управління виправно-трудових таборів ОДПУ (ГУЛаг). Після чергової реорганізації радянських спецслужб, 10 липня 1934 року ОДПУ було скасовано з одночасним створенням Народного комісаріату внутрішніх справ СРСР (НКВС СРСР), до складу якого увійшли п'ять головних управлінь (главків), зокрема й ГУЛаг.
ГУЛаг керувало системою виправно-трудових таборів (ВТТ) і в 1930-1950-х роках було інструментом репресій. На території Азербайджану в різний час існувало три табірних управління — Каспійський, Прикаспійський і Будівництво 108 і ВТТ.

### Прикаспійський ВТТ
Прикаспійський ВТТ та будівництво 107організований 11 жовтня 1940 року и проіснував до 1942 року. Він перебував у підпорядкуванні Головного управління таборів залізничного будівництва(ГУТЗБ) і був розташований у Сальяні. ГУТЗБ виникло на базі Відділу залізничного будівництва ГУЛаг НКВС та Управління залізничного будівництва НКВС на Далекому Сході (УЗБ), спеціалізуючись на будівництві залізниць. На 1 січня 1941 року у Прикаспійському ВТТ утримували 54,336 в'язнів, а 1 липня — 36,533. До 1 січня 1942 року тут було 14,003 в'язнів.
Наказом НКВС від 25 січня 1942 року весь особовий склад, обладнання, матеріали та інше були скеровані на формування Сталінградського ВТТ, а вже 22 лютого НКВС розпорядився перекинути все на нове будівництво. До цього моменту незмінним начальником Будівництва 107 ВТТ був М. В. Філімонов. Наказом НКВС від 12 березня 1942 року Прикаспійський ВТТ ліквідовано. На 1 квітня число в'язнів становило 7509 осіб.

### Каспійський ВТТ
Капійський ВТТ (ВТТ при Управлінні Будівництва № 2 ГУАБу, Будівництво № 2 НКВС, Каспійлаг) організовано за наиказом НКВС від 24 березня 1943 року на виконання Постанови Державного комітету оборони (ДКО) № 3023сс від 11 березня. Каспійлаг був підпорядкований Головному управлінню аеродромного будівництва (ГУАБ) і спочатку розташовувався в Астрахані, а від 11 жовтня — в Баку. На січень 1944 року число ув'язнениз становило 3282 особи. З моменту дислокації Управління Будівництва № 2 і Каспийського ВТТ в Баку і аж до 23 березня 1944 року його начальником був інженер-полковник В. І. Папіровський.
13 лютого 1946 року Каспійлаг перепідпорядкували ГУЛагу. Коли ГУАБ передавали Народному комісаріату з будівництва підприємств паливної промисловості (НКБППП), то табірний «контингент», який обслуговував УБ № 2 ГУАБу, залишили за ГУЛагом. Невдовзі, 24 квітня того ж року, Каспійлаг перейшов у підпорядкування УВТТК МВС Азербайджанської РСР.

### Будівництво 108 і ВТТ
Будівництво 108 і ВТТ організовано за наказом НКВС від 18 травня 1944 року і 27 числа перейшло в підпорядкування ГУТЗБ. На червень 1945 року воно розташовувалося в Кіровабаді, а пізніше — в Ханларі. Чисельність ув'язнених на 1 грудня 1944 року тут становила 5568, 1 січня 1945 року — 5624, 1 січня 1946 року — 2295, 1 січня 1947 року — 3200, 1 січня 1948 року — 3760, 1 січня 1949 року — 2707, 1 січня 1950 року — 2142 людини. У зв'язку із закінченням основних робіт УБ 108 і ВТТ з усіма ресурсами і робочою силою перейшли з ГУТЗБ в ГУЛаг у безпосереднє підпорядкування УВТТК МВС Азербайджанської РСР.

## Політико-правові наслідки
Смерть Сталіна у березні 1953 року стало жалобою для мільйонів громадян країни з одного боку. Але з іншого боку вона викликала приплив ентузіазму серед в'язнів ГУЛагу.
У перші місяці після смерті «вождя народів», міністр внутрішніх справ СРСР Л. П. Берія ініціював припинення деяких справ. Згідно з пропозицією Берії, Президія ЦК КПРС 27 березня затвердила указ «Про амністію», згідно з яким з місць ув'язнення належало звільнити 1 203 000 осіб, а також припинити слідчі справи щодо 401 тисячі осіб.

### Суд над Берією
26 червня 1953 року Л. П. Берію заарештували за звинуваченням у зраді Батьківщині у формі шпигунства і змові з метою захоплення влади. Його також звинуватили у зловживанні владою, у фальсифікації тисяч кримінальних справ на своїх товаришів по службі в Грузії і Закавказзі та в організації незаконних репресій (це Берія, згідно зі звинуваченням, здійснював, теж діючи в корисливих і ворожих цілях).
23 грудня справу Берії було розглянуто Спеціальною судовою присутністю Верховного суду СРСР під головуванням Маршала Радянського Союзу В. С. Конєва. З останнього слова Берії на суді: «Визнаючи, що я відповідальний за перегини і збочення соціалістичної законності в 1937—1938 рр., прошу суд врахувати, що корисливих і ворожих цілей у мене при цьому не було. Причина моїх злочинів — обстановка того часу».Вирок гласив:

Встановлено, що, приховуючи і маскуючи свою злочинну діяльність, підсудний Берія Л. П. і його спільники здійснювали терористичні розправи над людьми, з боку яких вони побоювалися викриттів. Одним з основних методів своєї злочинної діяльності змовники обрали наклеп, інтриги і різні провокації проти чесних партійних і радянських працівників, що стояли на шляху ворожих Радянській державі зрадницьких задумів Берія Л. П. і його спільників і заважали їм пробиратися до влади.
Судом встановлено, що підсудні Берія Л. П., Меркулов В. М., Деканозов В. Г., Кобулов Б. З., Гоглідзе С. А., Мешик П. Я. і Влодзімірський Л. О., використовуючи своє службове становище в органах НКВС-МДБ-МВС, вчинили низку тяжких злочинів з метою винищення чесних, відданих справі Комуністичної партії і Радянської влади кадрів.Оригінальний текст (рос.)
Установлено, что, скрывая и маскируя свою преступную деятельность, подсудимый Берия Л.П. и его соучастники совершали террористические расправы над людьми, со стороны которых они опасались разоблачений. В качестве одного из основных методов своей преступной деятельности заговорщики избрали клевету, интриги и различные провокации против честных партийных и советских работников, стоявших на пути враждебных Советскому государству изменнических замыслов Берия Л.П. и его сообщников и мешавших им пробираться к власти.

Судом установлено, что подсудимые Берия Л.П., Меркулов В.Н., Деканозов В.Г., Кобулов Б.З., Гоглидзе С.А., Мешик П.Я. и Влодзимирский Л.Е., используя своё служебное положение в органах НКВД—МГБ—МВД, совершили ряд тягчайших преступлений с целью истребления честных, преданных делу Коммунистической партии и Советской власти кадров.
— Повідомлення «У Верховному Суді СРСР». 24 грудня 1953 року
Всі обвинувачені були того ж дня розстріляні, причому Л. П. Берію розстріляли за кілька годин до страти решти засуджених.

### Засудження сталінізму в СРСР і зарубіжній Європі
На закритому засіданні XX з'їзду КПРС, що відбулося 25 лютого 1956 року, новий керівник Союзу РСР — Перший секретар Президії ЦК КПРС М. С. Хрущов виступив із закритою доповіддю «Про культ особи і його наслідки», присвяченою осуду культу особистості В. В. Сталіна. В ній озвучено нову точку зору на недавнє минуле країни, з перерахуванням численних фактів злочинів другої половини 1930-х — початку 1950-х, вина за які покладалася на Сталіна. У доповіді піднято проблему реабілітації партійних і військових діячів, репресованих за Сталіна.
1989 року термін сталінізм юридично закріплено в радянському законодавстві: в Указі Президії Верховної Ради СРСР від 16 січня 1989 року «Про додаткові заходи з відновлення справедливості щодо жертв репресій, що мали місце в період 30 — 40-х і початку 50-х років» говорилося: «Засудити позасудові масові репресії періоду сталінізму…».
3 липня 2009 року Парламентська асамблея ОБСЄ прийняла резолюцію «Про возз'єднання розділеної Європи (резолюція)», що засуджує злочини сталінського та нацистського режимів. Однак російська делегація бойкотувала голосування, вважаючи спотворенням історії зрівнювати сталінський режим і нацизм. Резолюція, зокрема, зазначає, що в XX столітті країни Європи пережили два потужних тоталітарних режими — нацистський і сталіністський, під час яких мав місце геноцид, порушувалися права і свободи людини, відбувалися військові злочини і злочини проти людяності.

### Суд над Багіровим в Азербайджанській РСР
12 квітня 1956 року в Баку почався відкритий судовий процес над Багіровим. Суд проходив у Клубі культури ім. Ф. Е. Дзержинського (нині Центр культури Служби державної безпеки), в театральному залі. Головував на суді голова Військової колегії Верховного суду СРСР О. О. Чепцов, а державним обвинувачем виступив генеральний прокурор СРСР Р. А. Руденко.
Разом з Багіровим перед судом постали ще п'ятеро осіб:
- А. Атакішиєв — екс-міністр внутрішніх справ Азербайджанської РСР. У 1930-х роках працював в ОДПУ-НКВС Азербайджану.
- Т. М. Борщов — екс-нарком внутрішніх справ Туркменської РСР. У роки Великого терору займав посади начальника 3-го (КРВ) відділу УДБ НКВС Азербайджанської РСР, заступника наркома внутрішніх справ Азербайджанської РСР.
- Х. І. Григорян[ru] — екс-міністр внутрішніх справ Вірменської РСР. У 1937—1938 роках був завідувачем відділу в Наркоматі внутрішніх справ Азербайджанської РСР.
- С. Ф. Ємельянов — екс-нарком внутрішніх справ Азербайджанської РСР.
- Р. А. Маркарян — екс-міністр внутрішніх справ Дагестанської АРСР. Протягом 1936—1939 років працював заввідділом, а потім і заступником комісара внутрішніх справ Азербайджану.

Одним з доведених звинувачень проти «Багірова і його спільників» була справа «Запасного правотроцькістського центру контрреволюційної націоналістичної організації» (ЗПЦКНО), за якою 1938 року заарештовано і засуджено до розстрілу або до тривалого терміну позбавлення волі понад триста керівних партійних і радянських працівників, серед яких: 32 секретарі райкомів партії, 28 голів райвиконкомів, 15 наркомів та їх заступників, 66 інженерів, 88 командирів Радянської армії і Військово-морського флоту, 8 професорів та інші керівні працівники.
26 квітня 1956 року Військова колегія Верховного суду СРСР визнала Багірова поряд з іншими обвинуваченими винним в участі в зрадницькій групі і в скоєнні терористичних розправ над радянськими громадянами" та на підставі ст. ст. 63-2,70 КК Азербайджанської РСР засудила його разом з Маркаряном, Борщовим і Григоряном до розстрілу з конфіскацією всього майна. Атакішиєв і Ємельянов отримали двадцять п'ять років позбавлення волі у виправно-трудових таборах.